# 切尔西足球俱乐部
切爾西足球俱樂部（英語：Chelsea Football Club）是一間位於英格蘭首都倫敦西部富咸的足球俱樂部，隊名源自附近的切爾西。目前比賽於英格蘭超級聯賽。球隊主場為史丹福橋球場。
切爾西足球俱樂部成立至今超過一百年，在1955年首次贏得英格蘭頂級足球聯賽冠軍。到目前為止，切爾西一共贏得2次世界冠軍球會盃冠軍，6次英格蘭頂級足球聯賽冠軍，8次英格蘭足總盃冠軍，5 次英格蘭聯賽盃冠軍和4次英格蘭社區盾。在歐洲賽事方面則贏得2次歐洲冠軍聯賽冠軍，2次歐霸盃冠軍，1次歐洲協會聯賽盃， 2次歐洲盃賽冠軍盃冠軍和2次歐洲超級盃。

## 歷史

### 1905–1960：成立和赢得首次联赛冠軍
車路士成立于1905年3月10日，主场位处于今日伦敦的市中心区。1905年5月29日球队就被选为英格兰乙组联赛球队，并在1905年9月1日正式展开球会成立以来首场联赛比赛，对手为斯托克港足球俱乐部。
随后車路士成从其他球队聘请了多名联赛球员，并正式升上最高级别联赛比赛。切尔西曾在1915年打入足总杯决赛，但未能夺冠。此后切尔西战绩一直都没有获得任何主要荣誉，直到1954–55年赢得英格兰甲组联赛冠军。

### 1989–2003：跻身竞争行列

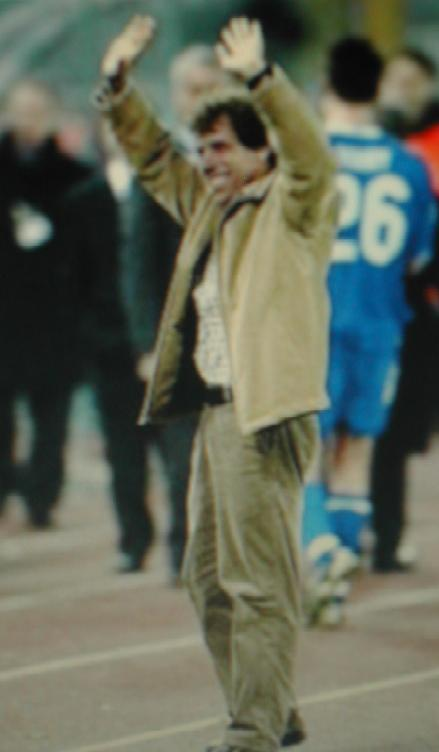
蘇拿

1989–90赛季切尔西正式重返頂級聯賽英甲，并在同年以黑马身分取得联赛第四名。数年后切尔西聘请了当时 35 岁的前英格兰中场球星格伦·霍德尔担任领队。荷杜领军第一年即带领切尔西赢得足总杯亚军，取得欧洲杯赛冠军杯的参赛资格，重返欧洲赛场。九十年代中期拥有者肯·贝茨（Ken Bates）正式入主切尔西，在他支持下花了平均数百万镑收购名将，其中最著名的是在1995年收购荷兰名将路德·古利特和前曼联射手马克·休斯。荷杜1995–96年球季带领切尔西取得联赛第十一名的成绩后辞职，转教英格兰国家队。
古利特在1996–97赛季成为球队主教练，首赛季便带领球队打入联赛前六名；在1997年英格兰足总杯决赛以 2–0 击败米德尔斯堡更为切尔西获得了二十六年来首个大赛锦标。1998年2月古利特宣布辞职，由球队的意大利籍射手维亚利（Gianluca Vialli）接手。维亚利一上任便为切尔西取得1998年欧洲杯赛冠军杯、欧洲超级杯和英格兰联赛杯冠军，1998–99赛季也带领切尔西取得联赛第三名，并首次进军欧洲冠军杯，1999–2000赛季进入了冠军杯八強。2000年卫冕冠军曼联宣布不参加足总杯，切尔西取得英格兰足总杯冠军。当时的切尔西引进了许多星级球员，例如意大利射手蘇拿、荷兰守门员迪高爾、法国中场拿保夫，以及西班牙右后卫。
由于球队平均年龄太高，車路士在1999-2000年度賽季只能在主场取得勝仗，结果领队维亚利在2000年9月被切尔西解雇，改任意大利籍教练（Claudio Ranieri）担任领队，虽然换入了一些新面孔充实球队，但拉涅利却并没有为切尔西取得任何锦标，反而因为花费太多资金在球员买卖，超出了切尔西本身的财力，结果令切尔西带来7,700万英镑的负债。過度的负债为後来阿布拉莫維奇的私有化埋下了伏筆。

### 2003–2007：阿巴莫域治入主與摩連奴領軍

#### 03-04：大灑金錢

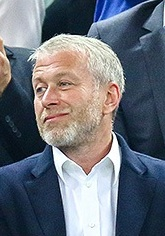
阿布拉莫維奇

2003年6月，肯·碧斯以6,000万英鎊出售球会于俄罗斯亿万富翁。他为球会偿还了7,700万英镑债项，扭转球会财政匮乏的局面，切尔西的财力大增。在賽季開始前進行了1億英鎊的增兵，以1,680萬英鎊簽下哥迪·馬基利尼，以700萬英鎊簽下謝利美·恩吉塔普，以1,680萬英鎊靴蘭·基斯普，以700萬英鎊簽下韋恩·布歷治，以600萬英鎊簽下格連·莊臣，以700萬英鎊簽下祖·高爾和以1,700萬英鎊簽下達美安·杜夫等球員。大灑金錢後的首季便在英超聯賽中取得了亞軍，亦是49年來的最佳聯賽成績。在2003–04球季亦首次打入欧洲冠军联赛四强，可惜在四强不敵摩納哥後，加上一些戰術上的失誤，球队解雇了拉涅利。

#### 04-05：破紀錄的聯賽冠軍

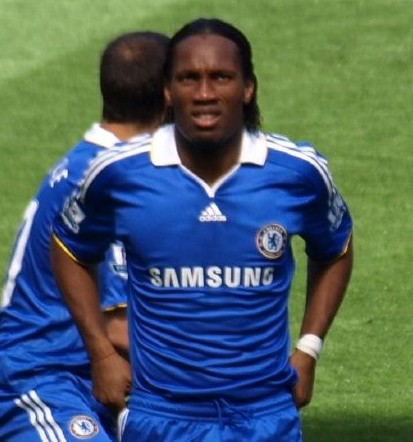
德罗巴曾为切尔西立下汗马功劳

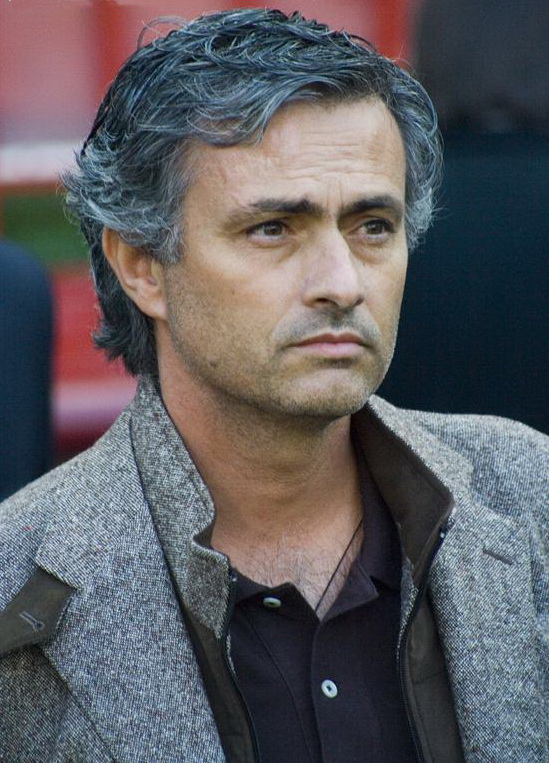
穆里尼奥

在解雇了拉涅利後，球會重金聘请了刚刚率领赢得欧洲冠军杯的葡萄牙主教练穆里尼奥，又从英超球队曼联聘得担任行政总裁；而在球员方面，切尔西继续引进优秀球员，包括科特迪瓦射手、加纳中场、荷兰新秀边锋、捷克守门员等。在2004–05赛季，切尔西便取得了英超联赛冠军，打破了曼联及阿仙奴在英超的垄断地位，还为球队获得自1954–55赛季以来首个英格兰顶级联赛冠军。切尔西在该季创下一系列纪录：英超联赛有史以来获胜场次最多（29场）、最少失球（15球）和积分最多的球队（95分）。夺得了联赛杯冠军，并在冠军杯上进入了四强，只是在半决赛败于利物浦。英超从此正式进入了四大豪门时期（其他三支分别是曼联、阿森纳与利物浦）。

#### 05-06：強勢衛冕

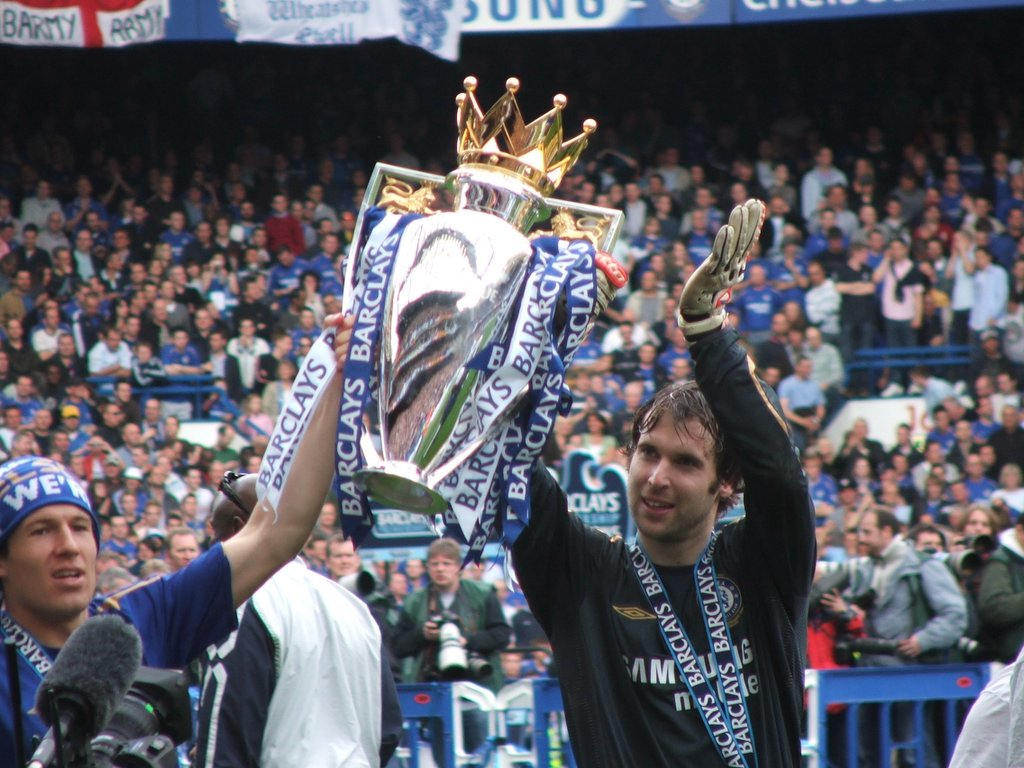
2005–06赛季成功卫冕英超联赛冠军

2005–06赛季，車路士延續強勢。開季九場全勝。在英超联积分榜抛离其他对手，即使得分差距最小的曼联仍少切尔西十三分。4月29日，切尔西主场 3–0 大破曼联，成功卫冕。成為二戰以來第五個成功衛冕聯賽冠軍的球隊，也是自1930年代以來第一個倫敦俱樂部獲得這一榮譽。車路士還在主場比賽中取得了18勝1平的平局，這是自1906-1907賽季紐卡素以來首支球隊達到的記錄。不过在冠军联赛中，切尔西主客场总比分 2–3 负于，止步于十六强。

#### 06-07：本土雙冠王
2006–07赛季，切尔西從阿仙奴簽下阿什利·科尔、從拜仁慕尼黑簽下迈克尔·巴拉克和以4387萬歐元從AC米蘭簽下安德烈·舍甫琴科。但該季曼联表現出色，切尔西只能取得联赛亚军，但联赛杯決賽以1-0擊敗曼聯，三年内第二次赢得联赛杯，并于足总杯决赛1–0击败曼联赢得足总杯，以雙冠王結束球季。

### 2007–2013：換帥期

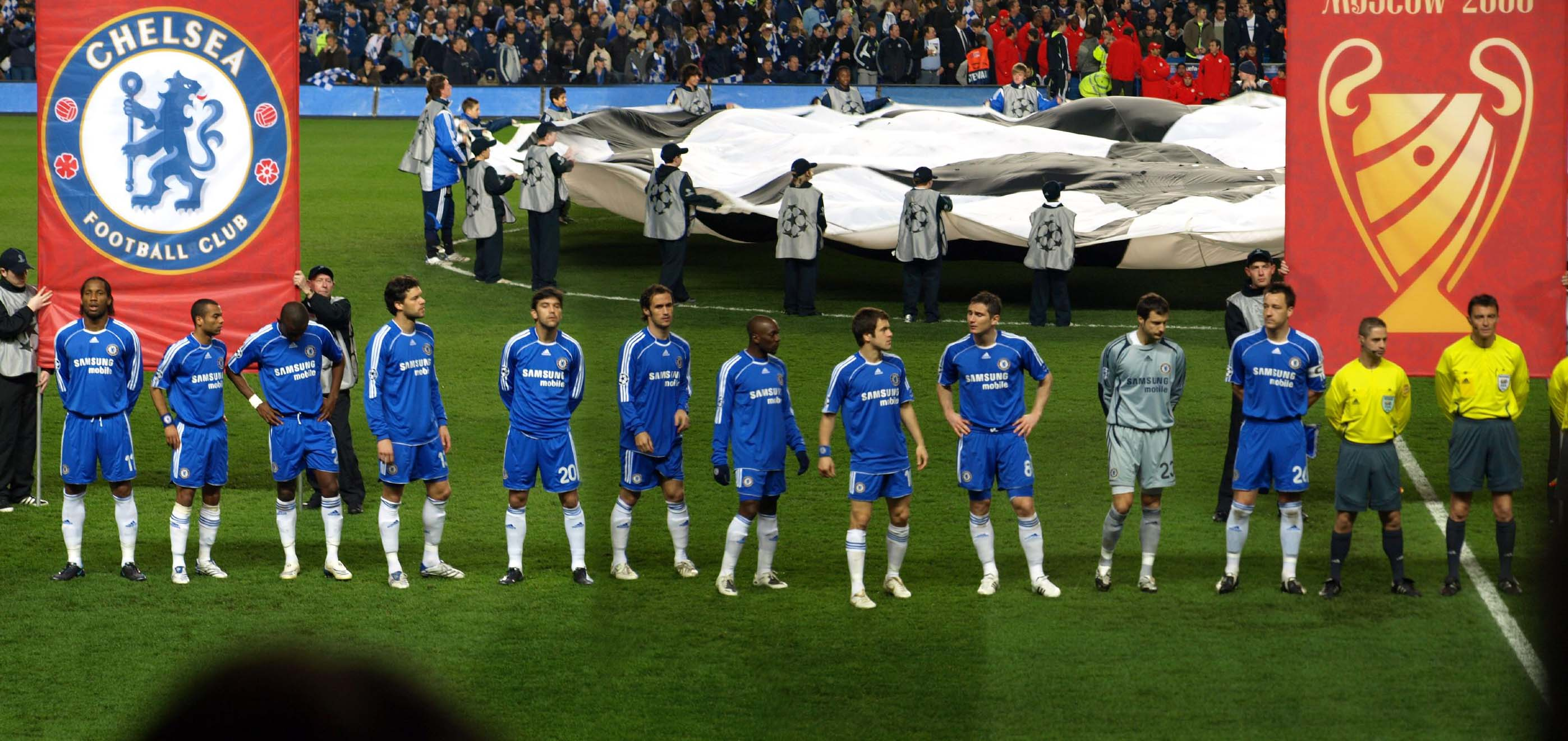
2007–08赛季首次进入欧冠决赛

2007年9月20日，切尔西因球队内部问题，解雇带领球队两度夺冠的穆里尼奥。前球会总监以色列人艾林·格蘭则走马上任成为新任领队。2008年4月26日，球队在英超榜首大战中以 2–1 击败了榜首的曼联，成功追至与曼联同分（81分），因得失球不及对手，而暂列联赛榜的第 2 位。切尔西最后只得到亚军。联赛杯赛事中，切尔西在决赛被热刺击败；足总杯赛事中，切尔西亦出乎意料地被英冠球队巴恩斯利所击败，而格兰特也进入去留边缘。幸而格兰率队在欧冠四强击败利物浦，令切尔西在创会以来首次进入欧冠决赛。2008年欧洲冠军联赛决赛时切尔西在常规时间 90 分钟和曼联战成 1–1 平手，经过30分钟加时双方仍然 1–1 平手，最后互射十二码时切尔西 5–6 落败，继联赛后再一次被曼联击败，格兰最终亦被球会辞退。合计联赛、欧冠、联赛杯以及赛季前的英格兰社区盾，切尔西夺得四个亚军。
| 1 切赫 2 6 33 3 8 5 13 21 11 15                  |
|車路士 4–4 利物浦 欧冠8强战次回合阵容 （2009年4月14日） |

2008/09年赛季开始后，切尔西在新任领队斯科拉里带领下，取得了各项赛事13场比赛不败的成绩，在英超联赛中也排名第一。但从2008年10月下旬开始，随着在联赛中主场0－1负于利物浦，联赛主场86场的不败纪录被终结，球队的状态也开始下滑。主场相继出现零比零平紐卡索、联赛杯第四轮通过互射点球败给英冠球队伯恩利、同城德比中 1–2 不敌阿森纳以及 1–1 战平西汉姆联等糟糕成绩。进入2009年，球队的状态依然未见好转。2月8日，切尔西与胡尔城互交白卷，斯科拉里本人也遭到了主场球迷的讥讽。2月9日，球队与主教练斯科拉里解除了工作合同。
2009年2月11日，俄罗斯国家足球队主教练在2008–09赛季结束前兼任切尔西的临时主教练。在与利物浦欧冠8强战中，客场3-1获胜，奇兵进了两粒头球，德罗巴铲射入一球。回到主场，在 0–2 落后的情况下，由德罗巴、阿歷士、连入三球反超，兰帕德在89分钟再入一球，最终主场 4–4 战平利物浦，以总比分 7–5 晋级。切尔西近六个赛季中第五次闯进欧冠半决赛。
2009年5月6日欧冠半决赛次回合，切尔西对西班牙球队巴塞罗那。首回合作客，切尔西以密集防守令巴塞罗那无功而还。次回合返回斯坦福桥，切尔西于开赛九分钟由打破僵局。补时至九十三分钟，巴塞隆拿得益於球證多個誤判下，憑藉最後一分鐘的入球追平至1-1。最后巴塞罗那以作客场进球多晋级决赛。
2009年6月1日，球会宣布意大利籍教练安察洛堤于7月1日接任切尔西教练一职。球队在季前美国训练中进行的所有热身赛获得全胜。在新赛季，切尔士在社区盾比赛90分钟内 2–2 战平曼联，互射点球以 4–1 获胜。英超联赛开始后，切尔西亦分别主场逆转侯城2-1、作客胜新特蘭 3–1、勝富咸2–0、主場大勝般尼3–0、作客勝史篤城 2–1、主場大勝熱刺 3–0，6 戰全勝得 18 分居榜首。进入冬季以来，車路士放慢了得分的步伐，但聯賽20轮过后，仍以 14 胜 3 平 3 负获得英超半程冠军。
9月16日宣佈行政總裁（Peter Kenyon）於10月尾離職，但仍會繼續擔任非執行董事。2010年5月9日，車路士以 8–0 大比數擊敗韋根，第3次奪得英格蘭超級聯賽冠軍錦標，並打破英格蘭超級聯賽成立以來單一球季入球超過一百個的新紀錄。2010年5月15日，車路士於英格蘭足總盃決賽以 1–0 擊敗樸茨茅夫，取得足總盃和聯賽雙冠王。

#### 11-12：首奪歐洲聯賽冠軍盃冠軍
2011年6月22日，車路士官方宣布與上賽季波圖領隊保亞斯簽約。車路士在一份官方聲明中寫道：「保亞斯是球隊新主帥非常突出的候選人，他也是當今足壇最有才華的少帥之一，並且已經在相對很少的時間裡取得了成功。他的雄心、動力與決心跟藍軍非常匹配，我們相信球隊在保亞斯的率領下能夠在國內賽場以及歐戰中取得更大的成功。他將在車路士得到高度的重視，每個人會歡迎他並且期待與他一起共事。」
隨着保亞斯的到來，車路士在2011–12賽季前的夏季轉會中，先後引進了盧卡古、奥雷奥·罗梅乌、桑·馬達和勞爾·梅雷萊斯等強援。不料保亞斯開始倡導的高位防守並不符合對隊內的體能與戰術適應。在分別客場與主場 3–5 與作客 1–3 輸給阿仙奴和曼聯後，球隊直到十二月才在聯賽中首場賽事不失球。歐聯分組賽客場無一勝績，最後一輪出線主場靠傳聞拒絕續約的老將杜奧巴梅開二度 3–0 擊敗華倫西亞, 同時僅靠提前出線的利華古遜出意料被小組的KRC亨克逼平, 才確保小組頭名。然而好景不長，聖誕魔鬼賽程遭遇三連平後, 車路士在元旦前日主場又 1–3 不敵阿士東維拉，之後更是在主場 3–0 領先曼聯的情況下被對手扳平比分。2012年2月，車路士在歐冠十六強賽首回合中作客拿玻里以 1–3 慘敗，聯賽作客愛華頓又以 0–1 落敗，足總盃主場對陣伯明翰被迫和 1–1。

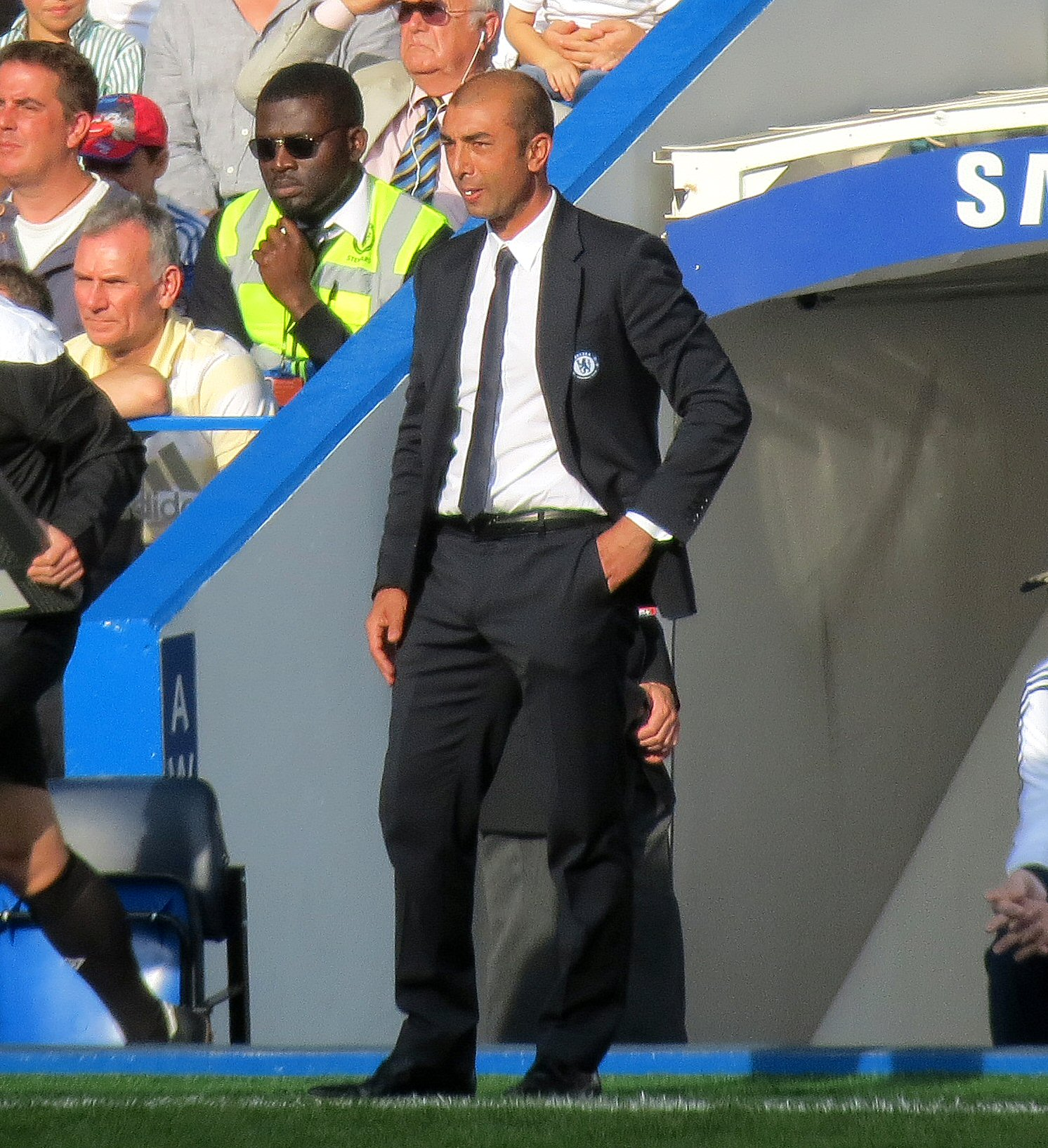
罗伯托·迪马特奥

2012年3月4日，由於球隊成績不如理想，車路士官方宣布將任職只有八個月的葡籍領隊保亞斯革職，由助教以及原車路士球員羅拔圖·迪馬堤奧任暫時領隊。迪馬堤奧上任後車路士狀態開始迴轉，經歷了各項賽事的四連勝（包括歐聯十六強賽主場 4–1 逆轉拿坡里總比分 5–4 晉級八強，從中更打破了球隊兩年的歐聯淘汰賽主場球荒）。 在2012年4月18日，車路士在主場憑著杜奧巴一箭定江山，以 1–0 擊敗巴塞隆拿。在2012年4月24日，車路士在諾坎普球場0-2落後且被罚下一人的情况下扳平巴塞隆拿，以總比數 3–2 淘汰對手，繼2008年後再度晉身歐洲聯賽冠軍盃決賽，報了2009年的一箭之仇，並在各項賽事取得連續十場不敗的佳績。在2012年5月5日，車路士在溫布萊球場憑藉上半場拉米雷斯以及杜奧巴的入球，以 2–1 擊敗2011–12聯賽盃冠軍利物浦，奪得足總盃冠軍。

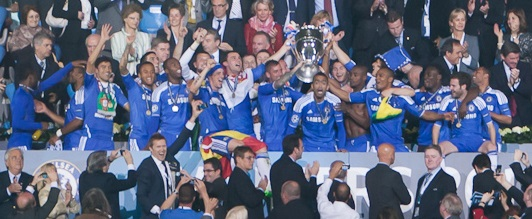
車路士球員高舉首個歐洲聯賽冠軍盃

2012年5月19日，車路士在安聯球場舉行的2012年歐洲冠軍聯賽決賽中，由於車路士多名主力停賽，於是以防守戰術對付拜仁慕尼黑，拜仁慕尼黑在 83 分鐘由先開紀錄。隨後車路士立即換入費南多·托雷斯，他博得車路士全場第一個角球，之後由德罗巴於 88 分鐘，以這角球扳平比分，加时赛中切尔西门将切赫扑出罗本的点球，最终在互射十二碼中 4–3 戰勝對手，從而以 5–4 的總比分戰勝拜仁慕尼黑，奪得球隊史上首個歐洲聯賽冠軍盃冠軍。

#### 12-13：完成歐洲三大盃
在2012年6月13日，切尔西在其官方网站上宣布迪马特奥与俱乐部签下一份为期两年的合同，正式成为切尔西一线队教练。迪馬提奧在2012年夏季轉會窗中引進了多名技術型球員，包括奧斯卡、和。
在2012–13賽季英格蘭超級聯賽中，迪馬特奧帶領車路士開季七場不敗，包括以4-2反勝熱刺和以2-1擊敗阿森纳。但曼聯在第八輪聯賽中以3-2作客擊敗了車路士，令車路士的不敗金身破滅。
在2012年11月21日，隨著在聯賽中以2-1不敵西布朗和在歐聯分組賽被祖雲達斯以3-0大敗，切尔西在其官方网站上宣布將任職只有5個月的迪马特奥革職。車路士宣布委任贝尼特斯，出任暫代領隊到季尾，代替被辭退的迪马特奥。
2012年12月5日，車路士在最後一場分組賽6-1战胜洛斯查蘭特，與同組的薩克達同得10分；但對賽成績不及對手，小組排名第三出局，成为首支於分組賽階段出局的卫冕冠军。
2013年5月15日，切尔西在2013年歐足協歐霸聯賽决赛中，憑著伊万诺维奇在比賽最後一分鐘時頭鎚破門，以2-1战胜賓菲加，首次夺得歐霸杯冠军，完成欧洲三大杯大满贯，更完成連續奪得歐洲聯賽冠軍盃和歐霸盃的壯舉。
2013年5月19日，車路士在英超煞科戰中，憑著马塔和托雷斯兩位西班牙球員的入球，以2-1擊敗愛華頓，確保了季軍的席位，從而得到下年繼續角逐歐冠的資格。
2013年5月26日，車路士兩場在美國舉行的熱身賽結束後，暫代領隊贝尼特斯隨即離開車路士，領隊一職暫時空缺。
2013年6月3日，車路士在官方網站中正式宣佈前教練穆里尼奥簽下為期四年的合約，繼2004至2007年後再次成為車路士領隊。

### 2013-2015：摩連奴再任領隊

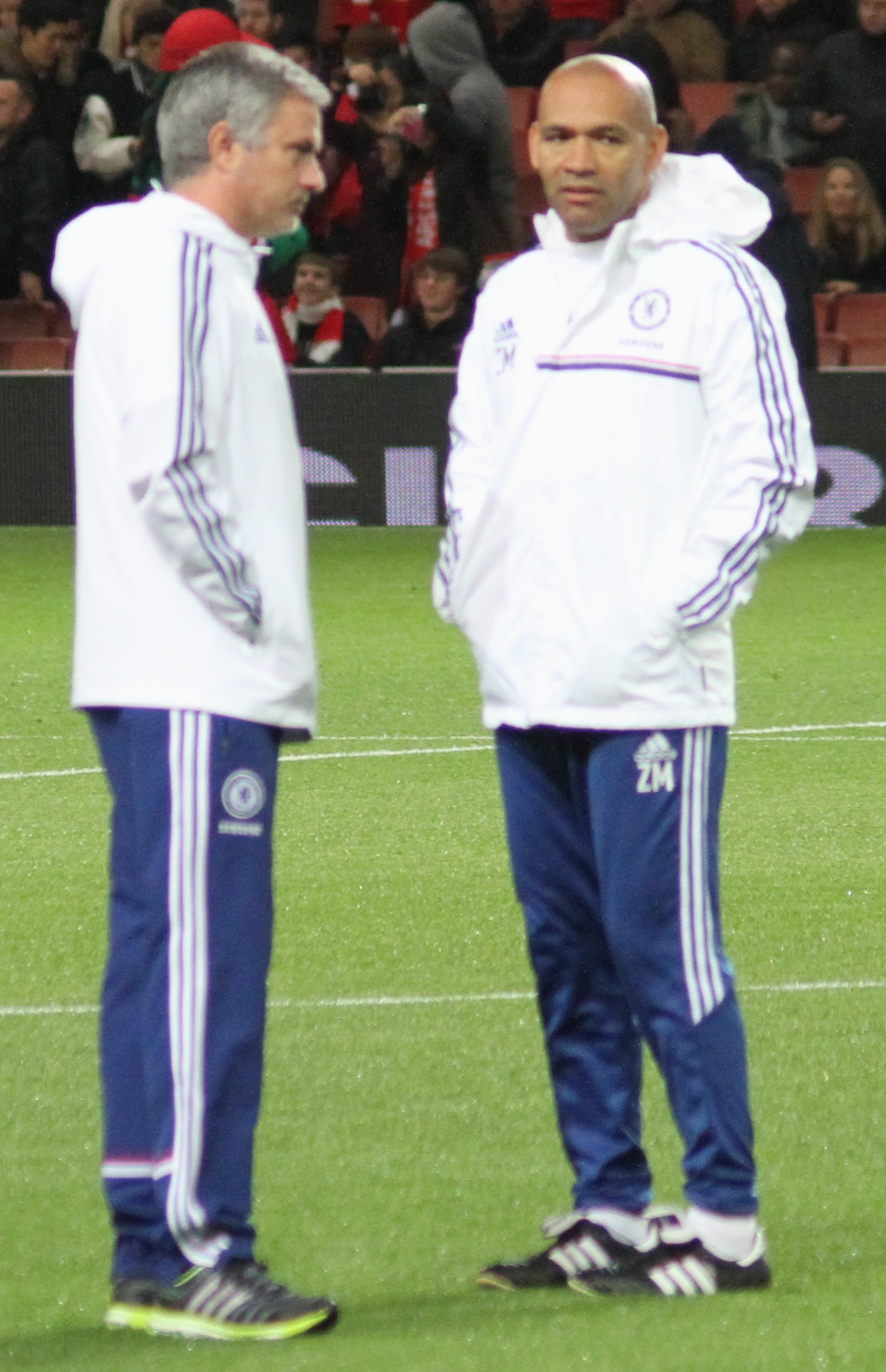
重返切尔西的穆里尼奥

#### 13-14：重整旗鼓
2013年10月27日，車路士主場對曼城的焦點戰，主隊憑和托雷斯的入球，2-1擊敗爭冠對手曼城，守在聯賽榜第二位。聖誕節後，車路士主場2-1擊敗利物浦，賽後仍守住第三位。
2014年1月19日，車路士主場3-1擊敗曼聯，伊度奧上演帽子戲法。1月底，韋斯咸全場零射門下，0-0迫和全場39次射門的車路士。賽後摩連奴怒轟韋斯咸在踢十九世紀的足球，但這也突顯車路士欠缺破死守戰術的能力。冬季轉會窗，車路士購入、穆罕默德·沙拿和库尔特·祖玛，但在對曼聯的比賽後宣佈把桑·馬達賣給曼聯，轉會費3,710万英镑。
2014年2月，車路士一度攀上聯賽榜第一位，但3月接連輸給阿士東維拉和水晶宮，車路士失去了自2月初的榜首位置。
2014年4月,2013–14年歐洲冠軍聯賽八強車路士作客1-3敗給巴黎聖日耳曼，但次回合成功翻盤，主場2-0（總計3-3)，憑作客入球優惠晉級。
4月底，2013–14年歐洲冠軍聯賽中的半決賽，藍軍兩回合計不敵馬德里競技1-3。托雷斯給了切爾西晉級的希望，但阿德里安·洛佩斯，迪亞高·達施華·哥斯達和阿爾達·圖蘭給了穆里尼奧在八個歐洲冠軍聯賽半決賽的第六敗，但這是切尔西近十一个赛季中第七次闯进欧冠半决赛。
2014年5月11日，車路士以2-1擊敗卡迪夫城後，以第三名完成2013–14賽季英格蘭超級聯賽，成為四大皆空的一年。

#### 14-15：英超聯賽盃雙冠王
2014年新球季，車路士的傳奇球員兰帕德和艾殊利·高爾不獲續約。摩連奴針對車路士的進攻欠缺多元化，首先賣掉巴西中堅和比利時年輕中鋒盧卡古，並引進了西班牙的迪亞高·達施華·哥斯達和塞斯克·法比加斯，巴西左閘，從馬德里競技收回比利時年輕門將蒂博·庫爾圖瓦，大大增加了球隊陣容深度，並以蒂博·庫爾圖瓦取代了捷克門將佩特·施治的正選門將位置。
2014年9月13日，車路士憑迪亞高·達施華·哥斯達大演帽子戲法，主場4-2擊敗史雲斯。迪亞高·達施華·哥斯達四場入7球，表現好評如潮。9月21日，車路士作客曼城1-1的比賽中，從紐約城外借到後者的車路士傳奇球員林柏特在比賽末段為主隊射入扳平的一球，成為一時熱話。2014年12月初,車路士遭遇了他們2014-15賽季的首場失利，作客聖詹姆斯公園球場1-2敗給紐卡素，榜首優勢縮窄至三分。足總杯2-4敗給巴拉福特，但車路士分別在英格蘭聯賽盃八強3-1擊敗打比郡後晉級四強鬥利物浦，並再晉級決賽，最後以2:0擊敗熱刺，奪得英格蘭聯賽盃。而在歐聯，分組賽首名晉級十六強，再次碰上巴黎聖日耳曼，其後以作客入球優惠被淘汰出局。
車路士38戰26勝9和3負得87分，其中法比加斯聯賽上陣34場錄得3個入球和18次助攻，各項賽事貢獻23次助攻，成為球隊不可或缺的一員。
2015年5月3日，車路士於主場以1-0小勝水晶宮，提早3輪奪得聯賽冠軍。

#### 15-16：迅速滑落
踏入2015-16年度賽季，效力球會逾十季的門將施治轉會至同市球會阿仙奴，而杜奧巴則以自由身加盟美職聯，車路士簽入了史篤城門將，從摩納哥借得前鋒法卡奧作替補和從奧格斯堡簽入艾度·巴巴，隨後開季迎來了低潮期，在首場比賽主場2比2被史云斯逼和，然后作客被曼城以3比0擊敗。2015年8月20日，球會宣布由巴塞隆拿引入西班牙翼鋒，但車路士接連敗給水晶宮及愛華頓，多名核心球員狀態持續低迷，包括去屆奪冠功臣法比加斯和夏薩特，球隊的防守也錯漏百出，其中右閘伊雲奴域成為眾矢之的，季初聯賽場均失近2球。10月初，摩連奴指其帥位穩如泰山，但其後球隊成績未有明顯改善，在10尾至11月初連敗給利物浦及史篤城。雖然球隊成功出線歐聯十六強，但隨著12月14日以1-2敗給莱斯特城後，車路士在首16輪聯賽中輸掉了9場，瀕臨護級，球會於2015年12月17日宣佈將摩連奴解僱。
車路士於2015年12月17日與摩連奴正式解約，並在12月19日宣佈聘用希丁克為臨時領隊，是他繼2008-09球季後再次成為車路士的臨時領隊。
希丁克接手後，車路士情況開始好轉，聯賽保持了三個月不敗，足總盃也打入最後八強，但由於前半季的失分太多，車路士沒法取得來屆參加歐洲賽資格。盃賽方面，車路士在2016年3月9日於歐聯十六強被巴黎聖日耳門淘汰，再在3月12日於足總盃八強賽以0-2敗給愛華頓，加上早早在聯賽盃出局，肯定四大皆空。
車路士之後在聯賽主場以0-3慘敗給曼城，最後四場賽事分別與熱刺、利物浦及莱斯特城賽和，及敗給新特蘭，最終只得50分，平了1995/96年度球季創下的球隊英超最低得分記錄，而聯賽榜排名亦跌至第10，成爲英超史上表現最差的衛冕冠軍（此前保持的有1995-96年的布力般流浪及2013-14年的曼聯，兩隊當時均以第7名完成球季。不過這個紀錄一年後被只取得44分，聯賽排第12名的衛冕冠軍莱斯特城打破）。

### 2016-2018：干地領軍

#### 16-17：重奪英超冠軍
2016年7月1日，切爾西官方宣佈與孔蒂簽下一份為期三年的合同，在2016年歐洲國家盃後正式接任執掌車路士。與上季十分不同，車路士在開季重新展現強者氣勢，開季三戰全勝。但在2016年9月，車路士接連敗給利物浦及阿森纳後，一度盛傳干地將帥位不保，但干地隨即改用了3-4-3陣式，該陣式令球隊實力全面提升，不但令迪亞高·哥斯達、夏薩特、佩德罗等鋒將攻擊效率提高，更令维克托·莫塞斯、马科斯·阿隆索找到發揮其潛能之翼衛位置，加上有簡迪加入，與馬迪組成堅不可摧的防中組合，結果使車路士在2016年10月至12月三個月內聯賽十三場連勝，破了球隊在2009年創下的十一連勝記錄，只差一場就可追平阿森纳在2002年的創下的跨季十四場聯賽連勝記錄。當中勝仗包括在主場大勝曼聯4-0及愛華頓5-0，及以2-1打破熱刺季初12場不敗之身，更在伊蒂哈德球場以3-1反勝曼城，打破曼城本季主場不敗之身。此外，車路士還在2016年11月壟斷英超11月最佳球員、最佳入球、最佳教練，孔蒂更連續於10月至12月奪得最佳教練，成為首位教練連續三個月取得這個獎項。
2017年1月4日，干地帶領切尔西衝擊英超14場連勝的紀錄，他們在第20輪作客敗陣，被對手热刺以2-0擊退，結果挑戰阿仙奴保持的英超連勝紀錄失敗，不過車路士在接下來的八場聯賽取得六勝兩和的成績，在2017年3月中，車路士高據英超榜首，一度領先次名對手十分之多。另外，車路士亦在3月於足總盃半準決賽淘汰曼聯，晉級足總盃四強，向本季雙料冠軍邁進。車路士於2017年4月雖在聯賽敗給水晶宮及曼聯，令在4月底完成34輪聯賽後，榜首優勢縮減至四分，但車路士在足總盃準決賽卻以4-2擊敗热刺，晉級決賽。
2017年5月5日，落後車路士四分的聯賽次名球隊热刺在第35輪聯賽作客以0-1不敵西汉姆联；三日後，車路士在第35輪聯賽主場大勝米德尔斯堡3-0，令車路士榜首優勢再次拉開至七分，餘下三輪聯賽中只要多取三分就肯定奪冠。5月12日，車路士在第36輪聯賽作客以1-0擊敗西布罗姆维奇，提早兩輪聯賽奪得聯賽冠軍。車路士在最後兩輪聯賽皆取得勝利，全季共取得30場聯賽勝利，打破自己保持的英超單季最多聯賽勝仗紀錄，亦是首支分別由三位不同領隊執教皆能奪冠的英超球會。
車路士奪得聯賽錦標後，於2017年5月27日舉行的足總杯決賽，在比賽早段因球證安東尼·泰萊誤判越位在之下失球及下半場因域陀·摩西斯插水兩黃一紅被逐少踢一人的情況下，以1-2不敵阿森纳，爭取本季雙料冠軍失敗。

#### 17-18：足總杯冠軍及轉戰歐霸
2017/18年度球季開始時，去屆奪冠功臣防中馬迪及前鋒迪亞高·哥斯達先後離隊。主要收購方面，球會以6,600萬歐元購入前鋒艾華路·莫拉達、4,000萬歐元購入中場巴卡約高、3,800萬歐元購入中場真禾特及3,500萬歐元購入後衛安東尼奧·魯迪格。球隊首場聯賽，就在半場兩人被逐的情況下，主場以2-3不敵般尼，接箸車路士取得聯賽四連勝，回升到聯賽榜第三位，但之後主場不敵曼城，加上曼城在首二十周聯賽就創下連勝十八場及一場不敗的紀錄，漸拋離其他爭標對手，車路士衛冕聯賽冠軍機會漸趨渺茫。同時，車路士在歐聯分組賽作客不敵羅馬，只能以小組次名出線十六強賽，在必須面對小組首名出線的強隊下，車路士結果在十六強賽便要面對巴塞隆納。
車路士直至2018年1月中，仍處於聯賽第三、四位，但球隊在1月底至3月初，接連敗給般尼茅夫、屈福特、曼聯及曼城，以至聯賽排名跌出前四。同時，車路士亦在歐聯十六強賽被巴塞隆納淘汰。2018年4月，車路士先後在主場敗於熱刺及被韋斯咸迫和，令球隊落後第四名的熱刺達十分之多，爭取來季歐聯席位機會渺茫。雖然球隊在季尾打敗利物浦，一度令爭取歐聯席位機會重燃，但隨箸車路士最後兩場聯賽先後賽和哈特斯菲及慘敗給紐卡素，車路士最終只能以聯賽第五名完成此季聯賽，失卻來季參與歐聯的資格。
車路士雖失意於聯賽及歐聯，卻繼去季之後再次打入英格蘭足總盃決賽，對手是曼聯。車路士在上半場憑夏薩特博得一記十二碼，由他親自射入，結果車路士憑此入球以1-0擊敗曼聯奪冠。
2018年7月13日，由於聯賽戰績不佳以及與個別球員不和，車路士正式解僱干地。

### 2018–2019：沙利接手

#### 18-19：再奪歐霸冠軍
干地離隊後，車路士任命同樣來自意大利的莫里斯奧·沙利為新領隊。主要收購方面，由於球隊正選門將蒂博·庫爾圖瓦不願續約並缺席訓練，車路士以破球會紀錄轉會費以及世界門將轉會費紀錄8,000萬歐元簽入門將基柏·艾列沙巴拿加和以5,700萬歐元購入拿玻里中場佐真奴·費路。季初沙利帶領下的車路士取得不錯的成績，首五場聯賽取得全勝，亦同時在首十二輪聯賽保持不敗，當中包括擊敗阿仙奴及踢和曼聯及利物浦。雖然車路士在第十三輪聯賽被熱刺打破本季不敗之身，以及之後爆冷敗給新升班的狼隊，但卻在主場以2-0擊敗曼城，亦打破對手本季不敗之身。歐霸方面，車路士亦能取得分組賽首名，出線三十二強淘汰賽。
車路士在2019年1月轉會窗宣布成功以6,400萬歐元簽入多蒙特翼鋒普列錫，不過隨即外借至多蒙特讓他可以完成球季餘下賽事。惟同月下旬聯賽成績轉差，先以0-2敗給阿仙奴，再在作客以0-4慘敗給聯賽中游球隊般尼茅夫，雖然之後以5-0大勝榜末球隊哈特斯菲，但接下來作客曼城卻以0-6慘敗，是領隊沙利上任後的最大敗仗，亦是近30年車路士首次在一場比賽淨負六球。該場賽事亦是車路士球迷要求球會解僱沙利的導火線。車路士在聯賽接連大敗後，聯賽榜位置已被曼聯及阿仙奴超越，跌至第六名。在2019年2月18日，車路士在英格蘭足總盃第五圈主場以0-2敗給曼聯，宣告衛冕失敗。
2019年2月22日，國際足總裁定車路士因為違規引入18歲以下球員，被禁止在未來兩個轉會窗作出收購或註冊球員。
2019年2月24日，車路士在聯賽盃決賽面對兩星期前才被對手大勝六球的曼城，結果連加時120分鐘雙方打和0-0，最後互射十二碼車路士再次不敵曼城，比賽中更出現守門員科帕·阿里薩巴拉加公然拒絕被換走的鬧劇。雖然如此，車路士在此場決賽後開始走出低潮，接下來七場聯賽取五勝一和一負的成績，重上前四之列。車路士在最後三場聯賽，分別撃敗屈福特，賽和曼聯及李斯特城，結果以72分取得聯賽第三名，重奪失落一年的歐聯參賽資格。

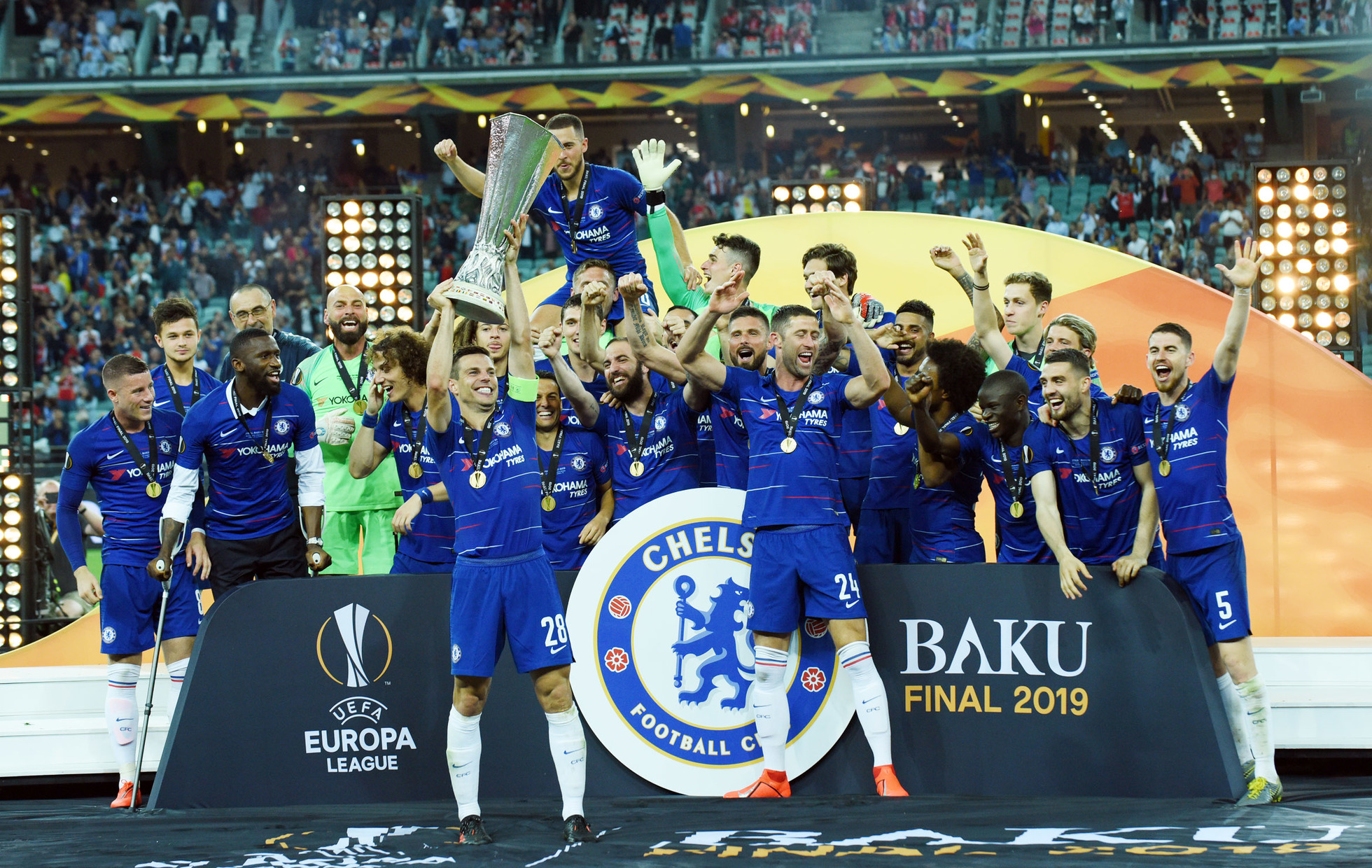
再次奪得歐霸盃冠軍

歐霸盃方面，車路士在淘汰賽階段先後擊敗馬模、基輔戴拿模和布拉格斯拉維亞，晉級最後四強，在再準決賽以互射十二碼淘汰法蘭克福，晉身決賽，對賽同樣來自英超的阿仙奴。車路士在阿塞拜疆首都巴庫舉行的決賽，輕鬆以4-1大勝同市球隊阿仙奴，繼2013年後，再次奪得歐霸盃冠軍，亦是領隊沙利執教車路士後球隊首個大賽錦標。
然而，由於季中得不到球迷的支持，2019年6月17日，官方宣布沙利辭職，執教意大利球會祖雲達斯，成為近年首位不是由球會解僱的領隊。

### 2019–2021：蘭帕德時期

#### 19-20：青春風暴
沙利辭職後，由於車路士未能在2019年夏天的轉會窗作出任何收購，因此在尋找領隊上面對一定的難度。結果切爾西於2019年7月4日宣佈，任命曾效力球隊的傳奇球員蘭帕德為新主帥。與此同時，隊中王牌夏薩特以1.15億歐元轉會皇家馬德里。受限於轉會禁令，車路士在本年夏天只能以4,500萬歐元正式買斷已經註冊的高華錫以及回收在19年冬季轉會窗收購並外借至多蒙特的普列錫。
在未能作出任何收購的情況下，不少上季外借至其他球隊的青年球員如、等人卻得到不少的上陣機會。同時使車路士能夠一洗被指不擅用青訓球員的形象。在2019/20球季，季初球隊防守不穩，聯賽開幕戰作客曼聯以0-4慘敗，接下來在歐洲超級盃以互射十二碼不敵利物浦，第二輪聯賽被李斯特城迫和1-1，直到第三輪聯賽切爾西才以3-2險勝重回英超的諾域治，取得蘭帕德領軍後首場正式賽事的勝仗。第7輪聯賽，切爾西以2-0擊敗白禮頓，取得蘭帕德上任後首埸聯賽不失球，並從此展開聯賽六連勝，並重返聯賽榜前四名，第12輪更一度登上聯賽第三名，但很快又小幅滑落到第四位，面臨後方不少追兵的強勢威脅。
2020年3月中旬，英超因2019冠狀病毒病疫情停賽三個多月，復賽後車路士表現反覆，曾在第31輪主場以2-1戰勝上屆冠軍曼城，間接令利物浦提早七輪聯賽鎖定冠軍。但之後又敗給聯賽中下游球隊韋斯咸及錫菲聯，但因為本來排聯賽榜第三的李斯特城在英超復賽後表現不濟，結果令車路士重返聯賽第三名。2020年7月26日，車路士在聯賽煞科戰主場以2-0擊敗狼隊，結果以66分錄得聯賽第四名，奪得歐聯參賽資格。
聯賽杯方面，在16強以1-2再度不敵曼聯出局。足總杯方面，車路士先淘汰諾定咸森林和侯城兩支英冠球隊，再擊敗利物浦及李斯特城兩支英超前列球隊，晉級四強，再在準決賽以3-1擊敗曼聯，晉級決賽對戰阿仙奴。這場決賽是2017年足總盃決賽的翻版，車路士亦以同樣因球證安東尼·泰萊誤判紅牌，以1-2敗給阿仙奴屈居亞軍。
歐冠方面，切爾西和阿賈克斯、瓦倫西亞和里爾被分至H組，前4輪2勝1和1敗，和瓦倫西亞、阿賈克斯陷入膠著，最終以小組第二名出線。次名出線的車路士在十六強賽遭遇後來在歐冠奪冠的拜仁慕尼黑，總比數以1-7被淘汰。

#### 20-21：開季低潮
在2020/21年度球季開始之前，車路士以5,000萬歐元收購英格蘭後衛賓·捷維爾、5,300萬歐元收購收購德國前鋒蒂莫·維爾納、8,000萬歐元收購德國中場凱·哈弗茨、4,000萬歐元收購摩洛哥翼鋒哈基姆·薛耶治和免費簽入巴西中堅泰亞高·施華，在2019冠狀病毒病疫情造成的經濟低迷氣候下，反而成為英超以致整個歐洲球會中投入最多資金收購新球員。另外蘭帕德決意放棄門將艾利沙巴拿加，並將從雷恩購入的文迪列作正選門將。可惜本季車路士表現反覆，在首十一輪聯賽取得六勝四和一負的成績，只敗給衛冕冠軍利物浦，同時亦以歐聯小組賽首名出線十六強。但在2020年12月中旬開始，車路士陷入低潮，接下來的八場聯賽只取得兩場勝利，令車路士在聯賽排名跌至第九位。2021年1月19日，車路士在首循環最後一場聯賽不敵李斯特城後，已傳出蘭帕德將被解約的消息。雖然球隊在2021年1月24日在足總盃第四圈獲勝晉級，但車路士於翌日宣布与兰帕德解約。
總括而言，林柏特雖然在執教車路士的表現不及球員時期。不過在提拔年輕球員上有一定的功勞。

### 2021-2022：杜曹年代
2021年1月26日，杜曹被任命為車路士主教練，他是第一個執教車路士的德國領隊。
杜曹上任後採用3中堅陣式，重新起用早前不受林伯特重用的中堅安東尼奧·魯迪格和安德列斯·基斯甸臣，成功改善賽季初防守不濟的問題，在他執教後的英超賽事中取得不俗的成績，包括作客擊敗熱刺、利物浦和曼城，令車路士在聯賽榜一度壓過李斯特城，升上第三位。車路士在第35周聯賽以0-1敗給阿仙奴後，再次被李斯特城超前跌回聯賽榜第四位，僅比第五位的利物浦多一分而已。車路士在第37周聯賽以2-1擊敗李斯特城，令爭取聯賽前四名機會佔優。但車路士在本屆最後一場聯賽不敵阿士東維拉，幸而李斯特城亦在最後一場聯賽敗給熱刺，令車路士以一分之差壓倒李斯特城力保聯賽第四名，取得來屆歐聯參賽資格。
另外，杜曹帶領車路士殺入足總盃決賽，先在準決賽以1-0擊敗曼城，但最後在決賽0-1不敵李斯特城，連續兩年屈居亞軍。

#### 20-21：再奪歐洲聯賽冠軍盃冠軍
在欧洲冠军联赛方面，球隊十六強，兩回合計贏西甲勁旅馬德里競技 3-0；八強兩回合計贏波圖2-1晉級；四強面對另一西甲勁旅皇家馬德里，兩回合計成功以3-1擊敗對手。球會自2008年和2012年後，第3度晉身歐洲聯賽冠軍盃決賽，對手將是同樣來自英超的曼城。2021年5月29日，車路士凭借哈弗茨的进球以1-0力克曼城，相隔十年再次夺得歐洲冠軍聯賽冠军。

#### 21-22：歐超盃盟主及加冕世界冠軍
2021/22年度球季，車路士以9,750萬英鎊簽約羅美路·盧卡古，是該位前鋒時隔七年後再次回歸史丹福橋。車路士在首十四場聯賽取得十勝四和一負的佳績，當中包括擊敗阿仙奴和熱刺兩間倫敦市勁旅，唯一的敗仗是僅以0-1敗給上季冠軍曼城，令車路士在季初一度佔據聯賽榜首，及後車路士敗給韋斯咸，及在次循環聯賽再敗給曼城，加上對愛華頓、狼隊及白禮頓等中下游球隊的比賽被迫和，以至車路士被曼城及利物浦超越，但至季尾亦一直穩守聯賽榜第三位。在球季結束後，車路士同時創下了紀錄，成為了歷史上首支從未在上半場落後的球隊。
車路士在2021/22年度球季打進兩項本地杯賽決賽，但均在決賽以互射十二碼敗給利物浦屈居亞軍。联赛杯方面，車路士先後淘汰修咸頓、賓福特和熱刺三支英超球隊晉身決賽，与利物浦会师决赛，上下半场及加时赛阶段双方的进球均被判无效，在加時比賽將完結前，車路士領隊杜曹換入後備門將艾列沙巴拿加，本以為過往撲救十二碼罰球表現較佳的他能帶領車路士在互射十二碼取得勝利，豈料兩隊前10轮双方球员也都将皮球打进，进入门将互射阶段。利物浦门将凯莱赫将球射入上角，而替补上场的艾列沙巴拿加的射门却高出横梁，車路士最终以10-11的总比分败給对手，失落聯賽盃錦標，這場亦是聯賽盃歷史上最長的互射十二碼決勝。
足總杯方面，車路士在半準決賽，擊敗之前淘汰曼聯及熱刺出局的英冠球隊米杜士堡晉級四強，在準決賽以2-0擊敗水晶宮，連續三屆打入足總盃決賽，對手剛巧又是聯賽盃決賽的對手利物浦。雙方繼聯賽盃決賽後，再次在足總盃決賽連加時120分鐘打成0-0，互射十二碼亦與聯賽盃決賽一樣須進入突然死亡階段，結果車路士最後以5-6再次在互射十二碼再次敗給利物浦，連續三屆都在足總盃決賽被擊敗只得亞軍。
國際賽方面，由於車路士是應屆歐聯冠軍，他們可以參予歐洲超級盃及世界冠軍球會杯兩項盃賽。車路士在歐洲超級盃對上應屆歐霸盃冠軍比利亞雷阿爾，雙方連加時打成1-1平手，車路士最後在互射十二碼以6-5勝出，奪得2021年歐洲超級盃冠軍。

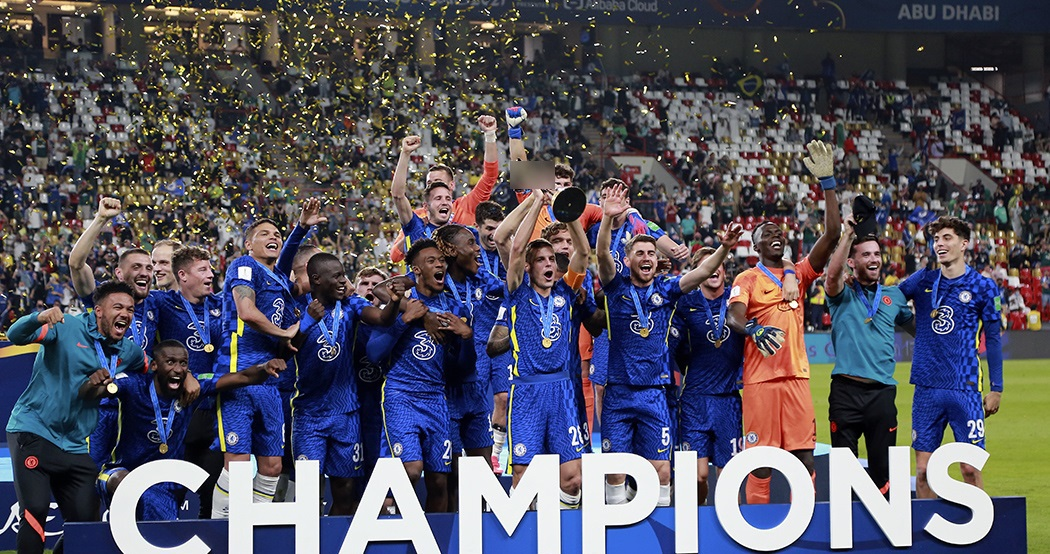
世界冠軍球會盃冠軍

2022年2月13日，車路士在阿聯酋首都阿布扎比舉行的世界冠軍球會盃決賽，以2-1击败南美洲代表彭美拉斯，令歐洲隊連續9屆奪標。盧卡古於55分鐘打開紀錄，但隊友中堅泰亞高·施華在9分鐘後禁區內犯手球被判12碼，彭美拉斯由拉菲爾維加操刀扳平，兩軍需加時作賽。117分鐘，彭軍守將盧恩泰斯拿禁區犯手球被判極刑，哈弗茨主射得手，以2-1險勝有盧恩泰斯拿完場前領紅的對手，堤亞高施華獲選為賽事最佳球員。
2021/22年度歐聯方面，衛冕的車路士在分組以六戰四勝一和一負，得小組次名晉級十六強淘汰賽。車路士先在十六強賽淘汰法甲的里爾，晉級八強後面對西甲的皇家馬德里。首回合車路士在主場以1-3敗陣，本看來出線機會渺茫，豈料車路士在次回合作客比賽連入三球反超總比數，直到比賽後段才被皇家馬德里在總比數中追和進入加時賽。最後皇家馬德里在加時上半場攻入決定勝負的入球，車路士以總比數4-5飲恨，衛冕歐聯失敗。

#### 21-22：車路士易手
2022年2月27日，因2022年俄羅斯入侵烏克蘭，身為俄羅斯人的俱樂部主席阿巴莫域治怕俱樂部受到波及，故把管理權移交給慈善基金會。
2022年3月3日，阿巴莫域治決定出售球會，並承諾將淨收益捐給烏克蘭戰爭受害者。
2022年3月10日，阿巴莫域治因旗下鋼鐵公司和俄羅斯軍工有直接關係，被英國政府宣佈制裁，制裁亦對球隊非常大影響，除了薪金發放之外，無法進行轉會交易/續約、不能再發售球賽門票，而且阿布拉莫维奇亦無辦法出售球隊，球隊僅可以在英國政府的特別許可證下作有限度運營直至5月31日，同時英超賽會亦取消了阿巴莫域治的球會董事身份。隨後幾週，有報導稱阿巴莫域治參與了促成烏克蘭和俄羅斯之間的和平協議，並在被圍困的烏克蘭城市中提供了安全疏散通道予受戰爭波及的平民。一名美國政府官員透露，烏克蘭總統弗拉基米尔·泽连斯基請求美國政府鑒於他在戰爭救援工作中的重要性，不要對阿巴莫域治實施制裁。
儘管如此，在2022年5月7日，車路士官方宣布，球會接受愛烈治（Eldridge）公司董事長兼首席執行官洛杉磯道奇隊老闆保利（Todd Boehly）和清湖資本(Clearlake Capital Group, L.P.)領導財團的25億英鎊的報價，出售球會的全部股份。該財團還包括懷斯基金會（Wyss Foundation）的創始人漢斯約格·懷斯（Hansjörg Wyss）和古根咸資本的聯合創始人兼首席執行官馬克·獲特（Mark Walter）。
根據阿巴莫域治此前的聲明，出售俱樂部所得將會全部用於慈善事業。此外，新班主還表示將會追加投資17.5億英鎊，包括對斯坦福橋、青訓營、女足和京士美度的投資，以及對車路士基金會的長期資助。這筆交易預計將於5月底完成。車路士易手後，高層作出大規模變動，包括任職 19 年的球會董事長布魯斯·巴克（Bruce Buck）卸任轉而擔任資深顧問。一直負責足球轉會事務的總監瑪蓮娜·格諾夫斯卡（Marina Granovskaia）將在本轉會窗口後正式離開。行政總裁佳·羅倫斯（Guy Laurence）和門將主管基斯杜化·洛利雄（Christophe Lollichon）和技術及表現顧問兼球會傳奇的施治也全數離職。

### 2022-2023：清湖資本入主與重整期

#### 22-24：連換三帥
在新班主入主的首季，由保利帶領的管理層開始在缺少球會總監和首席球探下大舉羅致新球員。包括英格蘭大國腳史達寧以4,750萬英鎊的身價加盟。 以3,300萬英鎊買入卡利杜·高列巴尼、以7,500萬英鎊買入衛斯理·科芬拿、以6,000萬英鎊買入馬克·古古列拿、以1,030萬英鎊買入奧巴美揚等。
然而在大肆擴軍後，新球員未能融入戰術，不少主力球員亦因上球季無法續約後離隊，球會戰績不如預期。在聯賽第二場比賽，車路士面對倫敦死敵熱刺，在96分鐘時，熱刺仍以1-2落後，及後熱刺球員基斯甸·羅美路拉扯馬克·古古列拿的頭髮，但球證安東尼·泰萊視以不見，VAR裁判米克·甸恩看到犯規後以「不想同僚承受更多的痛苦」為由沒有知會安東尼·泰萊，熱刺亦憑此角球成功追成2-2，賽後杜曹與干地發生激烈對抗，裁判安東尼·泰萊向兩人出示紅牌。自此之後，車路士聯賽成績亦開始轉差。2022年9月7日，在2022–23年歐洲冠軍聯賽小組賽第一輪以0-1爆冷敗給克羅地亞球隊萨格勒布迪纳摩，賽後，切爾西官方宣布，圖赫爾離任主教練一職，結束其一年半的車路士領隊生涯。
圖赫爾被辭退後，車路士向白禮頓支付了2,000萬鎊毁約金挖走白禮頓時任領隊樸達，任命他接掌車路士，並簽下5年合約。樸達執教儘管將車路士帶進歐冠淘汰賽，並於16強逆轉反勝多蒙特，然而在英格蘭國內三線節節敗退。聯賽盃與足總盃在首場比賽均遇上曼城，結果皆被曼城淘汰，其中在足總盃更慘吞曼城四蛋。
聯賽方面，車路士在2022年10月16日作客撃敗阿士東維拉，取得聯賽四連勝後，接下來的十場聯賽竟只取得兩場勝仗，更被白禮頓、富咸兩支中游球隊打敗，漸失去爭奪英超前列位置的機會。車路士在冬季轉窗重金增聘不少球員希望拯救水深火熱的戰績，例如用7,000萬歐羅聘入烏克蘭前鋒米凱洛·梅迪歷、1.32億歐羅聘入阿根廷中場球員安素·費南迪斯和以3,400萬歐羅聘入摩納哥中堅賓諾·巴迪亞舒利，但仍未能改善球會成績。2023年2月初至4月1日的八場聯賽，車路士只能戰勝李斯特城和列斯聯兩支榜尾球隊，更敗給熱刺和另一支護級球隊修咸頓，聯賽排名跌至第11位。在愈來愈大的反對聲音中，車路士最終在2023年4月2日宣布辭退樸達，樸達以12勝8和11敗恥辱性的戰績結束7個月的車路士生涯教練，同時樸達亦成為車路士英超歷史上最低勝率的教練，由助教布魯諾·薩爾托暫代領隊職務。
2023年4月6日，車路士官方宣佈聘用林柏特為臨時領隊直至球季結束，然而林柏特二進宮未能為車路士帶來任何轉變，反而戰績越來越差。林柏特帶領下的車路士，在歐冠8強面對衛冕冠軍皇家馬德里主客場都以0-2輸掉，在兩回合均毫無反擊之力下以總比數0-4出局。聯賽方面，林柏特領軍的十場聯賽，車路士竟取得1勝3和7負的劣績，10場聯賽僅得6分，最後車路士在本季聯賽只得44分排名第12位，不但喪失參與所有歐洲賽資格，亦創下車路士在英超歷史上得分最少和第二差排名。
2023年7月1日，毛里西奥·波切蒂诺正式上任執教球隊，同時球隊進行大換血以及清簡薪酬架構。連續十一個賽季為車路士效力的隊長以及球會傳奇簡迪離隊。其次，連同兩位在內，共包括十名一隊成員離隊，包括中場核心高華錫、青訓球員曼治、以及歐聯決賽入球功臣夏維斯，單是一個轉會窗已透過出售球員共計套現接近2.36億英鎊。其次亦引入了大量23歲以下的年輕球員，包括以1.15億鎊從白禮頓引入卡斯度、以5,300萬鎊從修咸頓引入羅美奧·拿維亞、以3,180萬鎊從維拉利爾引入尼古拉斯·積臣、以5,560萬鎊從RB萊比錫引入基斯杜化·尼干古等。在新財團入主後的三個轉會窗內，單計引入球員的花費已用接近十億鎊。
在大舉增兵後，球隊在球季開始之初即告陷入低潮，中堅科芬拿和新援拿維亞先後重傷。開幕戰先以1-1迫和利物浦，然後作客以1-3負於韋斯咸。聯賽首十場賽事僅能戰勝富咸、盧頓和般尼，更在主場敗給賓福特和諾定咸森林兩支中下游球隊。雖然之後車路士作客大勝熱刺和以4-4賽和曼城，但車路士對中下游球隊表現不穩定，經常失分，令到球隊排名一直未能夠達至前八。踏入次循環，車路士表現持續不穩定，曾慘敗給利物浦及阿仙奴，但能擊敗曼聯及再次與曼城打和。車路士在本季最後五場聯賽取得五連勝，最終取得聯賽第六名，獲得來屆歐協聯參賽資格，不過波切蒂諾賽季結束後下課。

### 2024-2025：馬雷斯卡時代
2024年6月3日，車路士正式宣布，聘請帶領萊斯特城重回英超的義大利人馬雷斯卡擔任主帥。
在轉會市場，車路士繼續新財團的主要轉會方針，大量引入青年球員並透過出售青訓球員平衡財務。青訓球員包括伊恩·馬臣、路易斯·賀爾、奧馬利·赫捷臣及干拿·加拉加等均被售出，連同盧卡古及薛耶治等，一共透過出售球員套現1.7億英鎊。另外，車路士以5,130萬英鎊自狼隊引入柏度·尼圖、以4,450萬英鎊自馬德里體育會引入祖奧·菲歷斯，及從曼聯租借查頓·辛祖。
車路士在2024-2025英超賽季開局穩健，趁曼城與阿仙奴各自出現波動之際，一度以五連勝於聯賽中段衝上第二位，僅次於利物浦。然而，自第17輪聖誕節後，球隊狀態有所起伏，下半程更屢次失分，如2-2戰平伯恩茅斯及1-3負於曼城，表現欠穩定。直至最後一輪，車路士作客以0-1險勝諾丁漢森林，方鎖定聯賽第四，確保2025-2026賽季歐冠資格。
盃賽方面，足總盃和聯賽盃均止步第四輪。歐戰方面，切爾西首次參加歐洲會議聯賽，外圍附加賽總比分3-2戰勝瑞士球隊塞爾維特後，切爾西於聯賽階段6戰全勝奪得榜首直入16強，並接連打敗丹麥哥本哈根、波蘭華沙萊吉亞與瑞典尤爾格丹，將與皇家貝提斯會師決賽。
2025年5月29日，切爾西在先失一球的情況下，在下半場憑安素·費南迪斯、尼高拉斯·積遜、查頓·辛祖及摩西斯·卡些度連入4球反勝；高爾·彭馬貢獻2次助攻，獲評為決賽最佳球員。車路士憑藉此次奪冠，成為歷史上首支贏得歐足聯所有三項主要賽事—歐聯、歐霸、歐協聯（連同歐洲盃賽冠軍盃及國際城市博覽會盃）的球會。這次冠軍亦是保利財團入主後奪得的首個冠軍，同時終結了西班牙球會連續27次歐洲決賽對非西甲球隊不敗的紀錄。
2025年6月，車路士代表歐洲參加在美國舉行的世界冠軍球會盃，分組賽面對美國球會洛杉磯FC、巴西球會法林明高和突尼西亞球隊突尼斯希望，除了面對法林明高時被1–3擊敗外，其餘兩場均勝出，最終以小組第二出線。淘汰賽階段，車路士先是在16強賽加時擊敗葡萄牙的本菲卡，之後在半準決賽和準決賽輕鬆擊敗巴西的彭美拉斯和富明尼斯，與比賽奪冠大熱球會巴黎聖日耳門會師世界冠軍球會盃決賽。決賽上半場，車路士攻勢強勁，高爾·彭馬上演梅開二度後，由若昂·佩德罗打入第三球，半場結束就以三球領先大巴黎。至下半場，面對大巴黎的強勢反撲，在守門員羅伯特·桑切斯的神勇表現下，車路士力保城門不失，在大巴黎中場祖奧·尼維斯拉扯左閘馬克·古古雷亞頭髮，被直接紅牌換下的優勢下，最終堅持到完場，以3-0大勝巴黎，爆冷拿下比賽，取得球會歷史上第二座世界球會盃冠軍。

## 主场

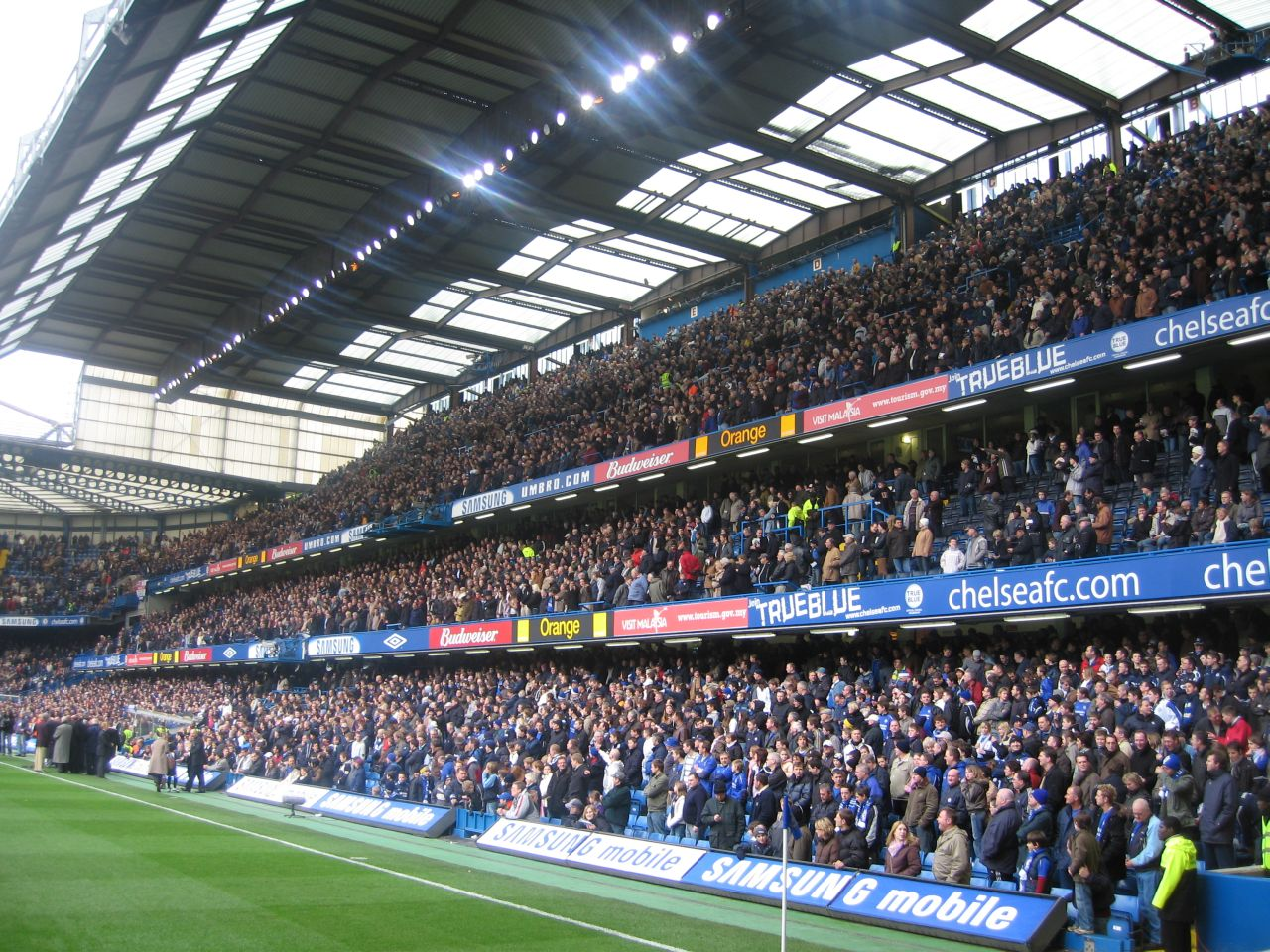
斯坦福桥东看台

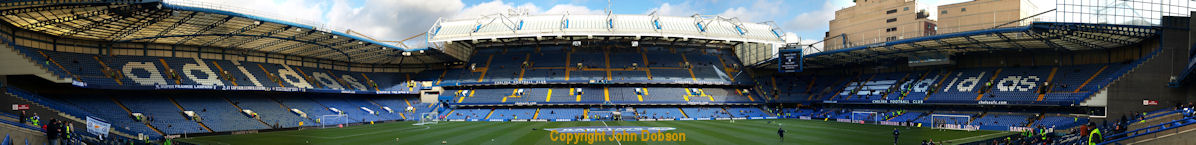
斯坦福桥

虽然切尔西的主场是按照伦敦的切爾西区命名，但事实上这个球场并不在区境内，而在的区划以内。现在史丹福桥球场容量为41,841人，在伦敦仅次于2019年啟用的托定咸熱刺球場（可容納62,062人）和2006年啟用的酋長球場（可容納60,260人），同时也是全英国第十大的足球场。
球场建于1877年，开始时作为伦敦田径会的运动场。1904年米尔斯兄弟（H.A.(Gus) Mears 及 J.T. Mears）收购球场及其周边土地（共计12.5英亩）。他们原想将新球场出租给当地球队——，但因条件不合而被拒，所以米尔斯兄弟决定成立自己的球队使用新球场。由于已有富勒姆存在，新球队采用街区命名，于1905年与史丹福橋不可分割的切尔西成立。

## 超联记录
| 賽季    | 位置   | 場數 | 勝 | 和 | 負 | 入球 | 失球 | 積分 | 當年冠軍           |
| ------- | ------ | ---- | -- | -- | -- | ---- | ---- | ---- | ------------------ |
| 1992–93 | 第11名 | 42   | 14 | 14 | 14 | 51   | 54   | 56   | 曼聯（84分）       |
| 1993–94 | 第14名 | 42   | 13 | 12 | 17 | 49   | 53   | 51   | 曼聯（92分）       |
| 1994–95 | 第11名 | 42   | 13 | 15 | 14 | 50   | 55   | 54   | 布力般流浪（89分） |
| 1995–96 | 第11名 | 38   | 12 | 14 | 12 | 46   | 44   | 50   | 曼聯（82分）       |
| 1996–97 | 第6名  | 38   | 16 | 11 | 11 | 58   | 55   | 59   | 曼聯（75分）       |
| 1997–98 | 第4名  | 38   | 20 | 3  | 15 | 71   | 43   | 63   | 阿仙奴（78分）     |
| 1998–99 | 季 軍  | 38   | 20 | 15 | 3  | 57   | 30   | 75   | 曼聯（79分）       |
| 1999–00 | 第5名  | 38   | 18 | 11 | 9  | 53   | 34   | 65   | 曼聯（91分）       |
| 2000–01 | 第6名  | 38   | 17 | 10 | 11 | 68   | 45   | 61   | 曼聯（80分）       |
| 2001–02 | 第6名  | 38   | 17 | 13 | 8  | 66   | 38   | 64   | 阿仙奴（87分）     |
| 2002–03 | 第4名  | 38   | 19 | 10 | 9  | 68   | 38   | 67   | 曼聯（83分）       |
| 2003–04 | 亞 軍  | 38   | 24 | 7  | 7  | 67   | 30   | 79   | 阿仙奴（90分）     |
| 2004–05 | 冠 軍  | 38   | 29 | 8  | 1  | 72   | 15   | 95   | （第1次）          |
| 2005–06 | 冠 軍  | 38   | 29 | 4  | 5  | 72   | 22   | 91   | （第2次）          |
| 2006–07 | 亞 軍  | 38   | 24 | 11 | 3  | 64   | 24   | 83   | 曼聯（89分）       |
| 2007–08 | 亞 軍  | 38   | 25 | 10 | 3  | 65   | 26   | 85   | 曼聯（87分）       |
| 2008–09 | 季 軍  | 38   | 25 | 8  | 5  | 68   | 24   | 83   | 曼聯（90分）       |
| 2009–10 | 冠 軍  | 38   | 27 | 5  | 6  | 103  | 32   | 86   | （第3次）          |
| 2010–11 | 亞 軍  | 38   | 21 | 8  | 9  | 69   | 33   | 71   | 曼聯（80分）       |
| 2011–12 | 第6名  | 38   | 18 | 10 | 10 | 65   | 46   | 64   | 曼城（89分）       |
| 2012–13 | 季 軍  | 38   | 22 | 9  | 7  | 75   | 39   | 75   | 曼聯（89分）       |
| 2013–14 | 季 軍  | 38   | 25 | 7  | 6  | 71   | 27   | 82   | 曼城（86分）       |
| 2014–15 | 冠 軍  | 38   | 26 | 9  | 3  | 73   | 32   | 87   | （第4次）          |
| 2015–16 | 第10名 | 38   | 12 | 14 | 12 | 59   | 53   | 50   | 莱斯特城（81分）   |
| 2016–17 | 冠 軍  | 38   | 30 | 3  | 5  | 85   | 33   | 93   | （第5次）          |
| 2017–18 | 第5名  | 38   | 21 | 7  | 10 | 62   | 38   | 70   | 曼城 (100分)       |
| 2018–19 | 季 軍  | 38   | 21 | 9  | 8  | 63   | 39   | 72   | 曼城 (98分)        |
| 2019–20 | 第4名  | 38   | 20 | 6  | 12 | 69   | 54   | 66   | 利物浦 (99分)      |
| 2020–21 | 第4名  | 38   | 19 | 10 | 9  | 58   | 36   | 67   | 曼城 (86分)        |
| 2021–22 | 季 軍  | 38   | 21 | 11 | 6  | 76   | 33   | 74   | 曼城 (93分)        |
| 2022–23 | 第12名 | 38   | 11 | 11 | 16 | 38   | 47   | 44   | 曼城 (89分)        |
| 2023–24 | 第6名  | 38   | 18 | 9  | 11 | 77   | 63   | 63   | 曼城 (91分)        |
| 2024–25 | 第4名  | 38   | 20 | 9  | 9  | 64   | 43   | 69   | 利物浦 (84分)      |

## 紀錄
| 紀錄                         | 數據                   | 賽季        | 舊紀錄                        |
| 球 會 紀 錄                  | 球 會 紀 錄            | 球 會 紀 錄 | 球 會 紀 錄                   |
| ---------------------------- | ---------------------- | ----------- | ----------------------------- |
| 最長英超聯賽作客連勝         | 11場                   | 2008–09年   | 9場（車路士，2004–05年）      |
| 最少英超聯賽單季失球         | 15球                   | 2004–05年   | 17球（阿森納，1998–99年）     |
| 最長英格蘭頂級聯賽主場不敗   | 86場                   | 2004–09年   | 63場（利物浦，1978–80年英甲） |
| 單季最長時間位於英超聯賽榜首 | 274日                  | 2014–15年   | 262日（曼聯，1993–1994年）    |
| 球 員 紀 錄                  |                        |             |                               |
| 最長連續英超聯賽以正選上陣   | 164場（法蘭克·蘭帕德） | 2001–05年   | 160場（，樸茨茅夫）           |
| 最年長在歐冠完成帽子戲法     | 34歲63天（）           | 2020年12月  | 38歲173天（，皇家馬德里）     |

## 荣誉
| 荣誉                       | 次数        | 年度 |
| 本 土 聯 賽                | 本 土 聯 賽 | 本 土 聯 賽 |
| -------------------------- | ----------- | --- |
| 冠軍                       | 5           | 2004–05、2005–06、2009–10、2014–15、2016–17 |
| 冠軍                       | 1           | 1954–55（1） |
| 冠軍                       | 2           | 1983–84、1988–89 |
| 本 土 盃 賽                |             | |
| 足總盃 冠軍                | 8           | 1970年 2–2 對 列斯聯（重赛，加时2–1） 1997年 2–0 對 米德尔斯堡 2000年 1–0 對 阿士東維拉 2007年 1–0 對 曼聯（加时） 2009年 2–1 對 埃弗顿 2010年 1–0 對 朴茨茅斯 2012年 2–1 對 利物浦 2018年 1–0 對 曼聯 |
| 聯賽盃 冠軍                | 5           | 1965年 3–2 對 莱斯特城（两回合，主场3–2，客场0–0） 1998年 2–0 對 米德尔斯堡（加时） 2005年 3–2 對 利物浦（加时） 2007年 2–1 對 阿森纳 2015年 2–0 對 热刺                                               |
| 社區盾／慈善盾 冠軍        | 4           | 1955年 3–0 對 纽卡斯尔联 2000年 2–0 對 曼聯 2005年 2–1 對 阿森纳 2009年 2–2 對 曼聯（互射十二碼 4–1）                                                                                                  |
| 足總會員盃 冠軍            | 2           | 1986年 5–4 對 曼城 1990年 1–0 對 米德尔斯堡 |
| 青年足總盃 冠軍            | 9           | 1960年、1961年、2010年、2012年、2014年、2015年、2016年、2017年、2018年 |
| 歐 洲 賽 事                |             | |
| 欧洲冠军联赛冠軍           | 2           | 2011–12、2020–21 |
| 冠軍                       | 2           | 2012–13、2018–19 |
| 歐洲協會聯賽冠軍           | 1           | 2024–25 |
| 冠軍                       | 2           | 1970–71、1997–98 |
| 歐洲超級盃冠軍             | 2           | 1998、2021 |
| 冠軍                       | 2           | 2014–15、2015–16 |
| 國 際 賽 事                |             | |
| 國際足協世界冠軍球會盃冠軍 | 2           | 2021、2025 |

1 以42战20胜12和10负得52分成为英格兰史上顶级联赛最低夺冠积分

## 球員名單（2025/26）
1. 粗體字為新加盟球員（青年隊提升不計）。
2. 者為傷患球員。
3. 球員編號參照 官方網站 （页面存档备份，存于）。
4. 2025年夏季轉會窗（英语：List of English football transfers summer 2025）：6月1日至10日，6月16日至9月1日。

### 現役球員
| 號碼  | 國籍     | 球員                                  | 位置           | 年齡  | 加盟年份 | 前屬球會     | 轉會費    |
| 門 將 | 門 將    | 門 將                                 | 門 將          | 門 將 | 門 將    | 門 將        | 門 將     |
| ----- | -------- | ------------------------------------- | -------------- | ----- | -------- | ------------ | --------- |
| 1     | 西班牙   | 羅伯特·桑切斯（Robert Sánchez）       | 門將           | 27    | 2023     | 布莱顿       | 2,000萬鎊 |
| 12    | 丹麦     | （Filip Jörgensen）                   | 門將           | 23    | 2024     | 比利亞雷阿爾 | 2,065萬鎊 |
| 44    | 美国     | （Gabriel Slonina）                   | 門將           | 21    | 2022     | 芝加哥火焰   | 800萬鎊   |
| 後 衛 |          |                                       |                |       |          |              |           |
| 3     | 西班牙   | （Marc Cucurella）                    | 左閘           | 27    | 2022     | 布莱顿       | 5,500萬鎊 |
| 4     | 英格兰   | （Tosin Adarabioyo）                  | 中堅           | 27    | 2024     | 富勒姆       | 自由轉會  |
| 5     | 法國     | （Benoît Badiashile）                 | 中堅           | 24    | 2023     | 摩納哥       | 3,270萬鎊 |
| 6     | 英格兰   | （Levi Colwill）                      | 中堅           | 22    | 2011     | 青年隊       | 不適用    |
| 21    | 荷兰     | （Jorrel Hato）                       | 左後衛         | 19    | 2025     | 阿積士       | 3,850萬鎊 |
| 23    | 英格兰   | （Trevoh Chalobah）                   | 中堅           | 26    | 2007     | 青年隊       | 不適用    |
| 24    | 英格兰   | （Reece James）                       | 右閘           | 25    | 2006     | 青年隊       | 不適用    |
| 27    | 法國     | （Malo Gusto）                        | 右閘           | 22    | 2023     | 里昂         | 3,250萬鎊 |
| 29    | 法國     | （Wesley Fofana）                     | 中堅           | 24    | 2022     | 莱斯特城     | 7,000萬鎊 |
| 30    | 阿根廷   | （Aarón Anselmino）                   | 中堅           | 20    | 2024     | 小保加       | 1,420萬鎊 |
| 34    | 英格兰   | （Josh Acheampong）                   | 右閘           | 19    | 2024     | 青年隊       | 不適用    |
| 中 場 |          |                                       |                |       |          |              |           |
| 8     | 阿根廷   | （Enzo Fernández）                    | 正中場         | 24    | 2023     | 本菲卡       | 1.05億鎊  |
| 10    | 英格兰   | （Cole Palmer）                       | 進攻中場／翼鋒 | 23    | 2023     | 曼城         | 4,000萬鎊 |
| 14    | 葡萄牙   | 達里奧·埃蘇戈（Dário Essugo）               | 防守中場       | 20    | 2025     | 士砵亭       | 1,900萬鎊 |
| 17    | 巴西     | （Andrey Santos）                     | 正中場         | 21    | 2023     | 華斯高       | 1,100萬鎊 |
| 25    | 厄瓜多尔 | （Moisés Caicedo）                    | 防守中場       | 23    | 2023     | 布莱顿       | 1億鎊     |
| 37    | 英格兰   | 奥马里·凯利曼（Omari Kellyman）       | 進攻中場       | 19    | 2024     | 阿士東維拉   | 1,900萬鎊 |
| 45    | 比利时   | （Roméo Lavia）                       | 防守中場       | 21    | 2023     | 南安普敦     | 5,300萬鎊 |
| 前 鋒 |          |                                       |                |       |          |              |           |
| 7     | 葡萄牙   | （Pedro Neto）                        | 右翼           | 25    | 2024     | 狼队         | 5,140萬鎊 |
| 9     | 英格兰   | （Liam Delap）                        | 中鋒           | 22    | 2025     | 伊普斯威奇   | 3,000萬鎊 |
| 11    | 英格兰   | （Jamie Gittens）                     | 左翼           | 21    | 2025     | 多蒙德       | 5,500萬鎊 |
| 15    | 塞内加尔 | （Nicolas Jackson）                   | 中鋒           | 24    | 2023     | 比利亞雷阿爾 | 3,180萬鎊 |
| 18    | 法國     | 基斯杜化·尼干古（Christopher Nkunku） | 中鋒           | 27    | 2023     | RB萊比錫     | 5,560萬鎊 |
| 20    | 巴西     | （João Pedro）                        | 中鋒           | 23    | 2025     | 布莱顿       | 5,500萬鎊 |
| 32    | 英格兰   | 泰歷·佐治（Tyrique George）           | 左翼           | 19    | 2014     | 青年隊       | 不適用    |
| 41    | 巴西     | （Estêvão Willian）                   | 右翼           | 18    | 2025     | 彭美拉斯     | 2,900萬鎊 |

1. ↑  另浮動條款700萬鎊
2. ↑  另浮動條款500萬鎊
3. ↑  另浮動條款280萬鎊
4. ↑  另浮動條款500萬鎊
5. ↑  另浮動條款1,500萬鎊
6. ↑  另浮動條款500萬鎊
7. ↑  另浮動條款250萬鎊
8. ↑  另浮動條款350萬鎊
9. ↑  另浮動條款500萬鎊

### 其他球員
| 號碼 | 國籍     | 球員                                  | 位置     | 年齡 | 加盟年份 | 前屬球會   | 轉會費    |
| ---- | -------- | ------------------------------------- | -------- | ---- | -------- | ---------- | --------- |
| 2    | 法國     | 阿素·迪沙斯（Axel Disasi）            | 中堅     | 27   | 2023     | 摩納哥     | 3,900萬鎊 |
| 17   | 英格兰   | 卡尼·卓克禾美卡（Carney Chukwuemeka） | 正中場   | 21   | 2022     | 阿士東維拉 | 1,620萬鎊 |
| 21   | 英格兰   | （Ben Chilwell）                      | 左閘     | 28   | 2020     | 莱斯特城   | 5,000萬鎊 |
| 42   | 英格兰   | 艾菲·基卓斯（Alfie Gilchrist）        | 中堅     | 21   | 2014     | 青年隊     | 不適用    |
| —    | 乌克兰   | （Mykhaylo Mudryk）                   | 左翼     | 24   | 2023     | 薩克達     | 6,200萬鎊 |
| —    | 科特迪瓦 | （David Datro Fofana）                | 中鋒     | 22   | 2023     | 莫迪       | 1,050萬鎊 |
| —    | 英格兰   | （Raheem Sterling）                   | 翼鋒     | 30   | 2022     | 曼城       | 4,750萬鎊 |
| —    | 英格兰   | （Alex Matos）                        | 防守中場 | 20   | 2023     | 青年隊     | 不適用    |

1. ↑  另浮動條款270萬鎊

### 外借球員
| 號碼             | 國籍             | 球員                                 | 位置             | 年齡             | 加盟年份         | 外借球會         | 外借球季                |
| 2025年夏季轉會窗 | 2025年夏季轉會窗 | 2025年夏季轉會窗                     | 2025年夏季轉會窗 | 2025年夏季轉會窗 | 2025年夏季轉會窗 | 2025年夏季轉會窗 | 2025年夏季轉會窗        |
| ---------------- | ---------------- | ------------------------------------ | ---------------- | ---------------- | ---------------- | ---------------- | ----------------------- |
| 19               | 法國             | 馬馬杜·薩爾（Mamadou Sarr）              | 中堅             | 19               | 2025             | 斯特拉斯堡       | 25/26球季               |
| 36               | 巴西             | （Deivid Washington）                | 中鋒             | 20               | 2023             | 桑托斯           | 24/25下半季 25/26上半季 |
| 38               | 西班牙           | （Marc Guiu）                        | 中鋒             | 19               | 2024             | 新特蘭           | 25/26球季               |
| 39               | 比利时           | （Mike Penders）                     | 門將             | 20               | 2025             | 斯特拉斯堡       | 25/26球季               |
| —                | 英格兰           | 泰迪·莎文-路維（Teddy Sharman-Lowe） | 門將             | 22               | 2020             | 保頓             | 25/26球季               |
| —                | 美国             | （Caleb Wiley）                      | 左閘             | 20               | 2024             | 屈福特           | 25/26球季               |
| —                | 厄瓜多尔         | （Kendry Páez）                      | 進攻中场         | 18               | 2025             | 史特拉斯堡       | 25/26球季               |
| —                | 英格兰           | （Leo Castledine）                   | 中場             | 20               | 2020             | 哈德斯菲尔德     | 25/26球季               |

### 離隊球員
1. 『*』為先租出一季或半季後售出。

| 號碼             | 國籍             | 球員                                       | 位置             | 年齡             | 加盟年份         | 加盟球會         | 轉會費           |
| 2025年夏季轉會窗 | 2025年夏季轉會窗 | 2025年夏季轉會窗                           | 2025年夏季轉會窗 | 2025年夏季轉會窗 | 2025年夏季轉會窗 | 2025年夏季轉會窗 | 2025年夏季轉會窗 |
| ---------------- | ---------------- | ------------------------------------------ | ---------------- | ---------------- | ---------------- | ---------------- | ---------------- |
| 11               | 英格兰           | （Noni Madueke）                           | 右翼             | 23               | 2023             | 阿仙奴           | 4,800萬鎊        |
| 13               | 英格兰           | （Marcus Bettinelli）                      | 門將             | 33               | 2021             | 曼城             | 200萬鎊          |
| 14               | 葡萄牙           | （João Félix）                             | 左翼             | 25               | 2024             | 艾納斯           | 2,600萬鎊        |
| 16               | 法國             | 里斯利·烏高卓古（Lesley Ugochukwu）        | 防守中場         | 21               | 2023             | 般尼             | 2,500萬鎊        |
| 19               | 英格兰           | （Jadon Sancho）                           | 左翼             | 25               | 2024             | 曼聯             | 租借結束         |
| 22               | 英格兰           | （Kiernan Dewsbury-Hall）                  | 正中場           | 26               | 2024             | 愛華頓           | 2,500萬鎊        |
| 28               | 塞尔维亚         | 佐治·柏度域（Djordje Petrovic）            | 門將             | 25               | 2023             | 伯恩茅斯         | 2,500萬鎊        |
| 40               | 葡萄牙           | （Renato Veiga）                           | 左閘             | 22               | 2024             | 比利亞雷阿爾     |                  |
| 47               | 芬兰             | （Lucas Bergström）                        | 門將             | 22               | 2018             | 馬略卡           | 自由轉會         |
| 50               | 威尔士           | 艾迪·比治（Eddie Beach）                   | 門將             | 21               | 2022             | 基马诺克         | 自由轉會         |
| —                | 英格兰           | （Bashir Humphreys）                       | 中堅             | 22               | 2017             | 伯恩利           | 1,180萬鎊*       |
| —                | 西班牙           | （Kepa Arrizabalaga）                      | 門將             | 30               | 2018             | 阿仙奴           | 500萬鎊          |
| —                | 法國             | （Mathis Amougou）                         | 正中場           | 19               | 2025             | 斯特拉斯堡       | 1,250萬鎊        |
| —                | 英格兰           | 伊谢·塞缪尔斯·史密斯（Ishé Samuels-Smith） | 左閘             | 19               | 2025             | 斯特拉斯堡       | 650萬鎊          |
| —                | 阿尔巴尼亚       | （Armando Broja）                          | 中鋒             | 23               | 2009             | 伯恩利           | 1,980萬鎊        |

## 著名球員
只記錄聯賽及歐洲賽出場數多於50
1900年代-1940年代：
- 威廉·福克（英语：William Foulke (footballer)）（William Foulke）
- 休吉·加拉查（Hughie Gallacher）
- 约翰·哈里斯（英语：John Harris (footballer)）（John Harris）
- 佐治·侯斯頓（George Hilsdon）
- 湯米·羅頓（Tommy Lawton）
- 尼爾·米德堡（Nils Middelboe）
- 佐治·米爾斯（英语：George Mills (footballer)）（George Mills）
- 約翰·迪·羅拔臣（John Tait Robertson）

1950年代：
- 肯·阿姆斯壮（Ken Armstrong）
- 罗伊·本特利（Roy Bentley）
- 弗兰克·布伦斯通（Frank Blunstone）
- （Jimmy Greaves）
- 朗·格連活（Ron Greenwood）
- 约翰·麥尼可（John McNichol）
- 埃里克·帕森（Eric Parsons）
- 彼得·西莱特（Peter Sillett）

1960年代：
- 彼得·邦納蒂（Peter Bonetti）
- 貝瑞·布里吉斯（Barry Bridges）
- 佐治·格拉咸（George Graham）
- 約翰·荷連斯（John Hollins）
- 艾迪·麦克克雷迪（Eddie McCreadie）
- 肯·谢利托（Ken Shellito）
- 博比·坦柏林（Bobby Tambling）
- 泰利·雲拿保斯（Terry Venables）

1970年代：
- 汤米·鮑德溫（Tommy Baldwin）
- 查理·库克（英语：Charlie Cooke (footballer)）（Charlie Cooke）
- 朗·夏里士（英语：Ron Harris (footballer)）（Ron Harris）
- 阿倫·赫臣（Alan Hudson）
- 伊恩·赫徹臣（Ian Hutchinson）
- （Peter Osgood）
- 大衛·韋伯（英语：David Webb (footballer)）（David Webb）
- 雷·韋建士（Ray Wilkins）

1980年代：
- 约翰·巴姆斯泰德（John Bumstead）
- 基利·迪臣（Kerry Dixon）
- 柏·尼雲（Pat Nevin）
- 埃迪·尼域斯基（Eddie Niedzwiecki）
- 奈吉爾·史必文（Nigel Spackman）
- 大衛·史必迪（David Speedie）
- 米奇·譚馬士（英语：Mickey Thomas (football)）（Mickey Thomas）
- 佳夫·獲加（Clive Walker）

1990年代：
- 丹尼斯·韋斯（Dennis Wise，1990-2001）
- （Vinnie Jones，1991-92）
- 史賓沙（John Spencer，1992-97）
- 古利特（Ruud Gullit，1995-98）
- （Mark Hughes，1995-98）
- （Gianluca Vialli，1996-99）
- （Dan Petrescu，1996-2000）
- （Frank Leboeuf，1996-2001）
- （Roberto di Matteo，1996-2002）
- 喬迪·莫里斯（英语：Jody Steven Morris）（Jody Morris，1996-2003）
- 佐拉（Gianfranco Zola，1996-2003）
- （Tore André Flo，1997-2000）
- （Gustavo Poyet，1997-2001）
- （Ed de Goey，1997-2003）
- （Celestine Babayaro，1997-2005）
- （Albert Ferrer，1998-2003）
- （Marcel Desailly，1998-2004）
- （John Terry，1998-2017）
- （Mario Melchiot，1999-2004）
- 庫迪奇尼（Carlo Cudicini，1999-2009）

2000年代
- （Jesper Grønkjær，2000-04）
- （Jimmy Floyd Hasselbaink，2000-04）
- （Eiður Guðjohnsen，2000-06）
- （William Gallas，2001-06）
- 蘭帕德（Frank Lampard，2001-14）
- （Damien Duff，2003-06）
- （Geremi，2003-07）
- （Claude Makélélé，2003-08）
- （Hernan Crespo，2003-08）
- （Wayne Bridge，2003-09）"
- （Joe Cole，2003-10）
- （Arjen Robben，2004-07）
- （Ricardo Carvalho，2004-10）
- （Alex，2004-12）
- （Didier Drogba，2004-12，14-15）
- （Paulo Ferreira，2004-13）
- 切赫（Peter Cech，2004-15，20-21）
- （Shaun Wright-Phillips，2005-08）
- 埃辛（Michael Essien，2005-14）
- （Andriy Shevchenko，2006-09）
- （Michael Ballack，2006-10）
- （Salomon Kalou，2006-12）
- （Ashley Cole，2006-14）
- （John Obi Mikel，2006-17）
- （Florent Malouda，2007-13）
- （José Bosingwa，2008-12）
- （Nicolas Anelka，2008-12）
- （Branislav Ivanović，2008-17）
- （Nemanja Matić，2009-11，14-17）

2010年代
- 拉米雷斯（Ramires，2010-16）
- （Raul Meireles，2011-12）
- 馬塔（Juan Mata，2011-14）
- （David Luiz，2011-14，16-19）
- （Fernando Torres，2011-15）
- （Thibaut Courtois，2011-18）
- 奧斯卡（Oscar，2012-16）
- （Gary Cahill，2012-19）
- （Eden Hazard，2012-19）
- 維克托·莫塞斯（Victor Moses，2012-21）
- （César Azpilicueta，2012-23）
- （Willian，2013-20）
- 安德雷斯·克里斯滕森（Andreas Christensen，2013-22）	"
- （Diego Costa，2014-17）
- （César Azpilicueta，2014-17）
- 法布雷加斯（Fabregas，2014-19）
- （Kurt Zouma，2014-21）
- （Ruben Loftus-Cheek，2014-23）
- （Pedro Rodríguez，2015-20）
- 馬科斯·阿隆索（Marcos Alonso，2016-22）
- 尼高路·簡迪（N'Golo Kanté，2016-23）
- （Álvaro Morata，2017-20）
- 呂迪格（Antonio Rüdiger，2017-22）
- （Mason Mount，2017-2023）
- （Callum Hudson-Odoi，2017-23）
- （Kepa Arrizabalaga，2018-）
- （Reece James，2018-）
- （Olivier Giroud，2018-21）
- （Ross Barkley，2018-22）
- （Jorginho，2018-23）
- （Mateo Kovačić，2018-23）
- （Christian Pulisic，2019-23）
- 加拉加（Conor Gallagher，2019-24）

2020年代
- （Ben Chilwell，2020-）
- （Édouard Mendy，2020-23）
- 哈弗茨（Kai Havertz， 2020-23）
- （Thiago Silva，2020-24）
- （Hakim Ziyech，2020-24）
- （Raheem Sterling，2022-）
- （Enzo Fernández，2023-）
- （Cole Palmer，2023-）

## 年度最佳球员（1967年-2025年）

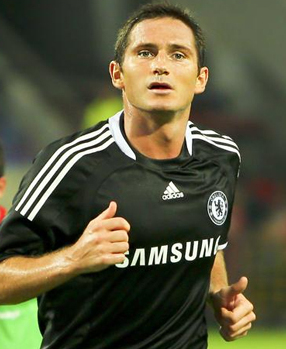
球队前任主教练兰帕德在退役前曾三次獲得该殊榮

| 年份 | 得獎者                   |
| ---- | ------------------------ |
| 1967 | （Peter Bonetti）        |
| 1968 | （Charlie Cooke）        |
| 1969 | （David Webb）           |
| 1970 | （John Hollins）         |
| 1971 | （John Hollins）         |
| 1972 | （David Webb）           |
| 1973 | （Peter Osgood）         |
| 1974 | （Gary Locke）           |
| 1975 | （Charlie Cooke）        |
| 1976 | 雷·韋建士（Ray Wilkins） |
| 1977 | 雷·韋建士（Ray Wilkins） |
| 1978 | （Micky Droy）           |
| 1979 | （Tommy Langley）        |
| 1980 | （Clive Walker）         |
| 1981 | （Petar Borota）         |
| 1982 | （Mike Fillery）         |
| 1983 | （Joey Jones）           |
| 1984 | （Pat Nevin）            |
| 1985 | （David Speedie）        |
| 1986 | （Eddie Niedzwiecki）    |
| 1987 | （Pat Nevin）            |
| 1988 | （Tony Dorigo）          |

| 年份 | 得獎者                          |
| ---- | ------------------------------- |
| 1989 | （Graham Roberts）              |
| 1990 | （Ken Monkou）                  |
| 1991 | （Andy Townsend）               |
| 1992 | （Paul Elliott）                |
| 1993 | 法蘭·冼佳亞（Frank Sinclair）   |
| 1994 | （Steve Clarke）                |
| 1995 | （Erland Johnsen）              |
| 1996 | 路德·古烈治（Ruud Gullit）      |
| 1997 | 馬克·曉士（Mark Hughes）        |
| 1998 | （Dennis Wise）                 |
| 1999 | （Gianfranco Zola）             |
| 2000 | （Dennis Wise）                 |
| 2001 | 约翰·特里（John Terry）         |
| 2002 | 卡路·古迪仙尼（Carlo Cudicini） |
| 2003 | （Gianfranco Zola）             |
| 2004 | 法蘭克·林柏特（Frank Lampard）  |
| 2005 | 法蘭克·林柏特（Frank Lampard）  |
| 2006 | 约翰·特里（John Terry）         |
| 2007 | 米高·艾辛（Michael Essien）     |
| 2008 | （Joe Cole）                    |
| 2009 | 法蘭克·林柏特（Frank Lampard）  |
| 2010 | 迪迪亞·杜奧巴（Didier Drogba）  |

| 年份 | 得獎者                          |
| ---- | ------------------------------- |
| 2011 | 彼得·施治（Petr Cech）          |
| 2012 | 桑·馬達（Juan Mata）            |
| 2013 | 桑·馬達（Juan Mata）            |
| 2014 | 伊登·夏薩特（Eden Hazard）      |
| 2015 | 伊登·夏薩特（Eden Hazard）      |
| 2016 | （Willian）                     |
| 2017 | 伊登·夏薩特（Eden Hazard）      |
| 2018 | 尼高路·簡迪（N'Golo Kanté）     |
| 2019 | 伊登·夏薩特（Eden Hazard）      |
| 2020 | 馬堤奧·高華錫（Mateo Kovačić）  |
| 2021 | 梅森·芒特（Mason Mount）        |
| 2022 | 梅森·芒特（Mason Mount）        |
| 2023 | 泰亞高·施華（Thiago Silva）     |
| 2024 | 高爾·彭馬（Cole Palmer）        |
| 2025 | 摩西斯·卡些度（Moisés Caicedo） |

## 歷任領隊
最近更新：2024年8月
| 領隊                   | 上任日期       | 離職日期       |
| ---------------------- | -------------- | -------------- |
| 約翰·迪·羅拔臣         | 1905年8月1日   | 1906年11月27日 |
| 威廉·路易斯            | 1906年11月27日 | 1907年8月1日   |
| 大衛·卡達赫特          | 1907年8月1日   | 1933年5月8日   |
| 萊斯利·禮頓            | 1933年5月8日   | 1939年4月19日  |
| 比利·貝列爾            | 1939年4月19日  | 1952年5月31日  |
| 泰德·戴基              | 1952年6月1日   | 1961年9月30日  |
| 蘇格蘭                 | 1961年10月1日  | 1967年10月6日  |
|  [ 註 4 ] | 1967年10月6日  | 1967年10月23日 |
| 英格兰                 | 1967年10月23日 | 1974年10月3日  |
|  [ 註 3 ] | 1974年10月3日  | 1975年4月16日  |
| 艾迪·麥奎迪            | 1975年4月16日  | 1977年7月1日   |
|           | 1977年7月7日   | 1978年12月13日 |
|           | 1978年12月14日 | 1979年9月11日  |
| 哥富·靴斯              | 1979年9月13日  | 1981年4月23日  |
| 波比·高特              | 1981年4月23日  | 1981年5月      |
| 英格兰                 | 1981年5月28日  | 1985年6月11日  |
|           | 1985年6月11日  | 1988年3月6日   |
| 卜比·甘保              | 1988年3月6日   | 1991年5月12日  |
| 伊恩·波特菲            | 1991年6月11日  | 1993年2月15日  |
| 大衛·韋伯              | 1993年2月15日  | 1993年5月11日  |
| 格連·荷杜              | 1993年6月4日   | 1996年5月10日  |
| 路德·古烈治            | 1996年5月10日  | 1998年2月12日  |
| 真路卡·維埃里          | 1998年2月12日  | 2000年9月12日  |
| 格拉咸·歷斯            | 2000年9月12日  | 2000年9月17日  |
| 哥迪奧·雲尼亞里        | 2000年9月18日  | 2004年5月31日  |
| 荷西·摩連奴            | 2004年6月2日   | 2007年9月19日  |
| 艾林·格蘭              | 2007年9月20日  | 2008年5月24日  |
| 雷斯·菲臘比·史高拉利   | 2008年7月1日   | 2009年2月9日   |
| 雷·韋建士              | 2009年2月9日   | 2009年2月14日  |
| 古斯·希汀克            | 2009年2月16日  | 2009年5月30日  |
| 卡路·安察洛堤          | 2009年7月1日   | 2011年5月22日  |
| 安德烈·韋拿斯-保亞斯   | 2011年6月22日  | 2012年3月4日   |
| 羅拔圖·迪馬堤奧        | 2012年3月4日   | 2012年11月21日 |
| 拉菲爾·賓尼迪斯        | 2012年11月21日 | 2013年5月27日  |
| 荷西·摩連奴            | 2013年6月3日   | 2015年12月17日 |
| 史提夫·賀蘭特          | 2015年12月17日 | 2015年12月19日 |
| 古斯·希汀克            | 2015年12月19日 | 2016年6月30日  |
| 安東尼奧·干地          | 2016年7月1日   | 2018年7月12日  |
| 莫里斯奧·沙利          | 2018年7月14日  | 2019年6月16日  |
| 法蘭克·林柏特          | 2019年7月4日   | 2021年1月25日  |
| 湯瑪士·杜曹            | 2021年1月26日  | 2022年9月7日   |
| 格拉咸·樸達            | 2022年9月8日   | 2023年4月2日   |
| 般奴·沙托              | 2023年4月2日   | 2023年4月6日   |
| 法蘭克·林柏特          | 2023年4月6日   | 2023年5月28日  |
| 莫利斯奧·普捷天奴      | 2023年7月1日   | 2024年5月21日  |
| 義大利                 | 2024年6月3日   |                |

1. ↑  粵語綽號，源至球會粵語名（車路士）
2. 1 2 3 4  球員兼領隊
3. 1 2 3 4 5 6 7  暫代領隊（Interim Manager）
4. 1 2 3 4 5 6  看守領隊（Caretaker）

## 职员名单

### 教練團
更新日期：2024年8月
| 職位           | 職員                                |
| -------------- | ----------------------------------- |
| 總教練         | （Enzo Maresca）                    |
| 助理主教練     | （Willy Caballero）                 |
| 一隊教練       | Danny Walker                        |
| 一隊教練       | Roberto Vitiello                    |
| 守門員主教練   | Ben Roberts                         |
| 守門員教練     | Michele De Bernardin                |
| 守門員教練     | 軒歷基·希拉里奧（Henrique Hilário） |
| 助理守門員教練 | James Russell                       |
| 一隊體能教練   | Marcos Alvarez                      |
| 技術分析師     | Bernardo Cueva                      |
| 分析師         | Javi Molina                         |
| 租借技術教練   | 卡路·古迪仙尼（Carlo Cudicini）     |
| U-21領隊       | Filipe Coelho                       |
| U-18領隊       | Hassan Sulaiman                     |

來源：Chelsea F.C.

### 球會現任行政人员
更新日期：2024年8月
| 職位         | 職員                     |
| ------------ | ------------------------ |
| 主席         | 托德·波利                |
| 終生會長     | 李察·艾登堡（1923–2014） |
| 董事         | David Barnard            |
| 董事         | Barbara Charone          |
| 董事         | Behdad Eghbali           |
| 董事         | José E. Feliciano        |
| 董事         | Daniel Finkelstein       |
| 董事         | Jonathan Goldstein       |
| 董事         | James Pade               |
| 董事         | Mark Walter              |
| 董事         | Hansjörg Wyss            |
| 行政總裁     | Chris Jurase             |
| 足球營運總監 | David Barnard            |
| 副主席       | Joe Hemani               |
| 副主席       | Anthony Reeves           |
| 副主席       | Alan Spence              |

來源：Chelsea F.C.